# Specie di Allium
Elenco delle specie di Allium.

I nomi comuni in italiano sono evidenziati in grassetto accanto al nome scientifico.

## A
- Allium aaseae Ownbey
- Allium abbasii R.M.Fritsch
- Allium abramsii (Ownbey & Aase) McNeal
- Allium acidoides Stearn
- Allium aciphyllum J.M.Xu
- Allium acuminatum Hook.

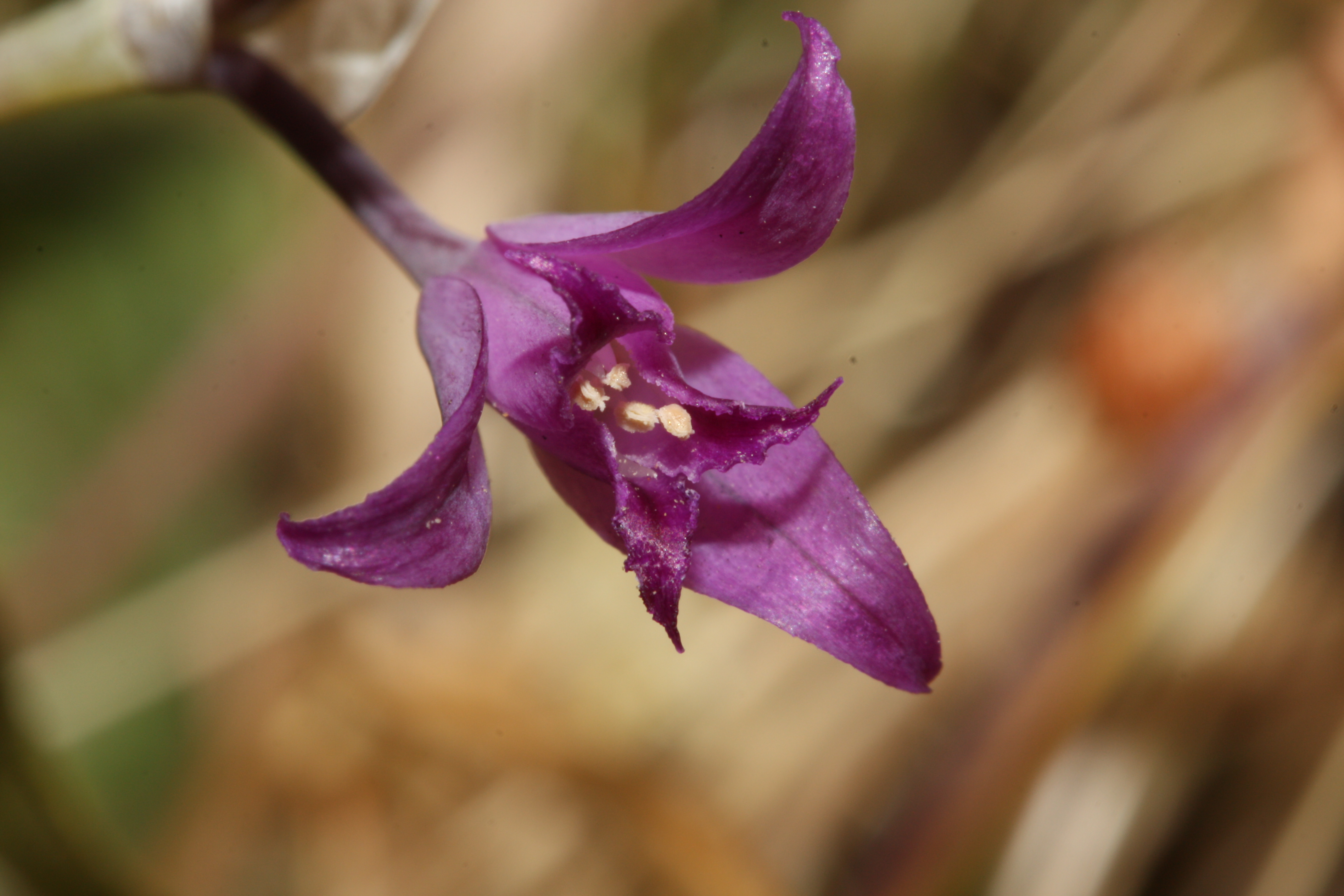
Allium acuminatum

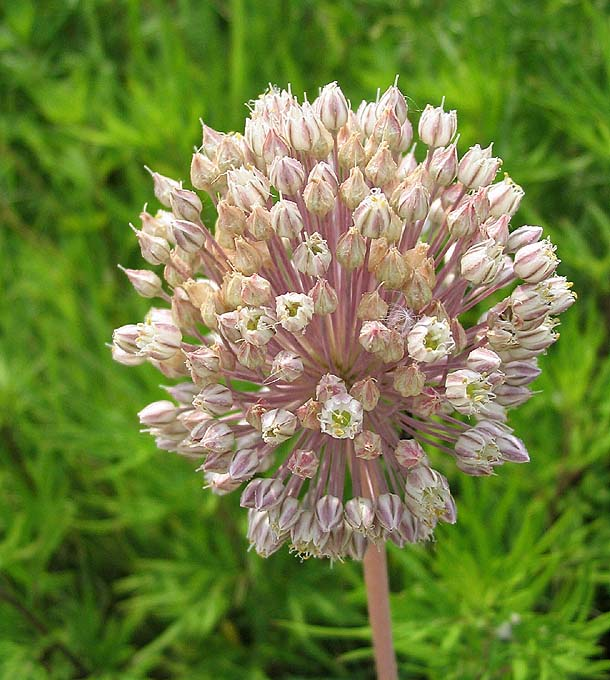
Allium ampeloprasum

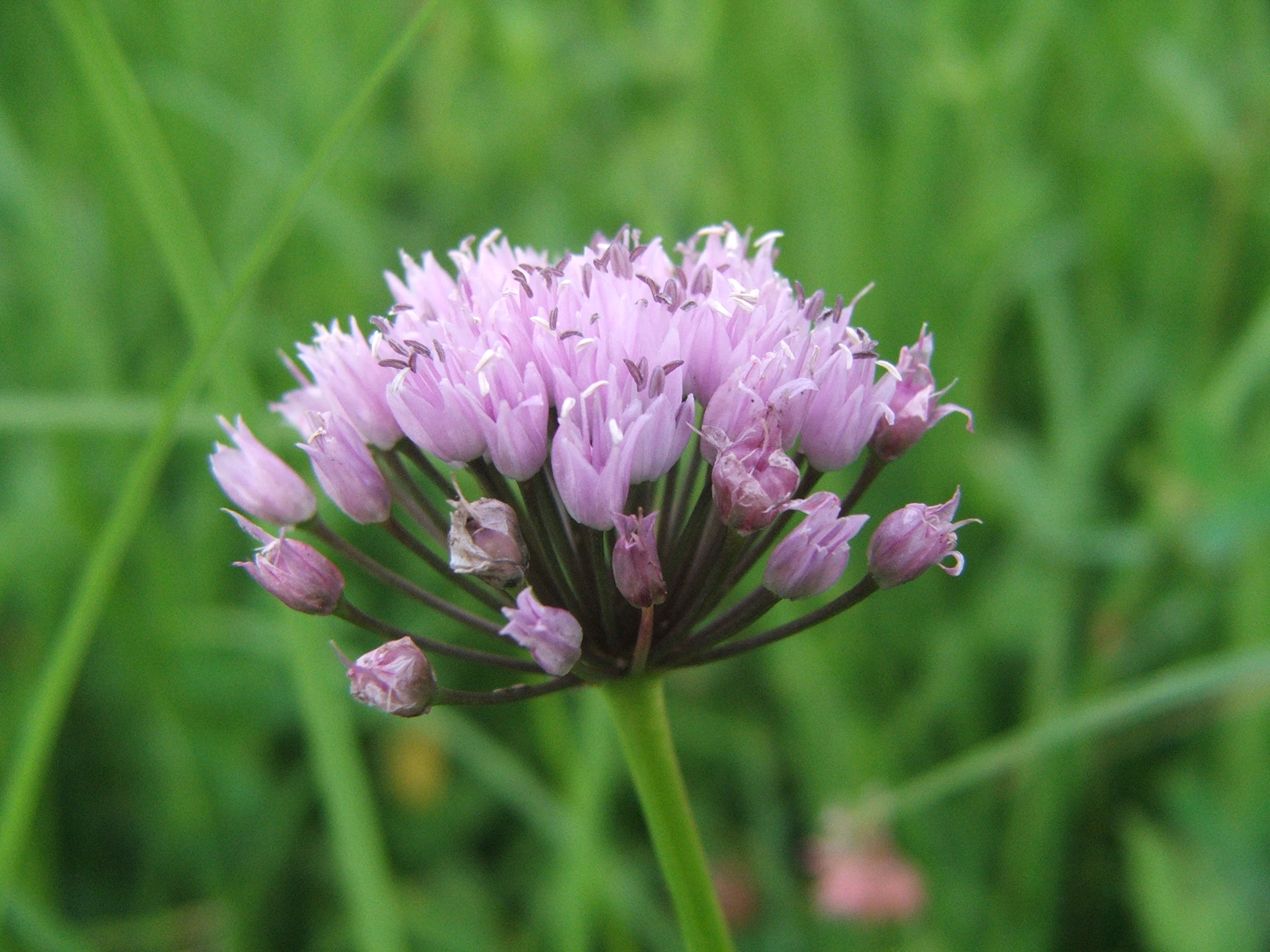
Allium angulosum

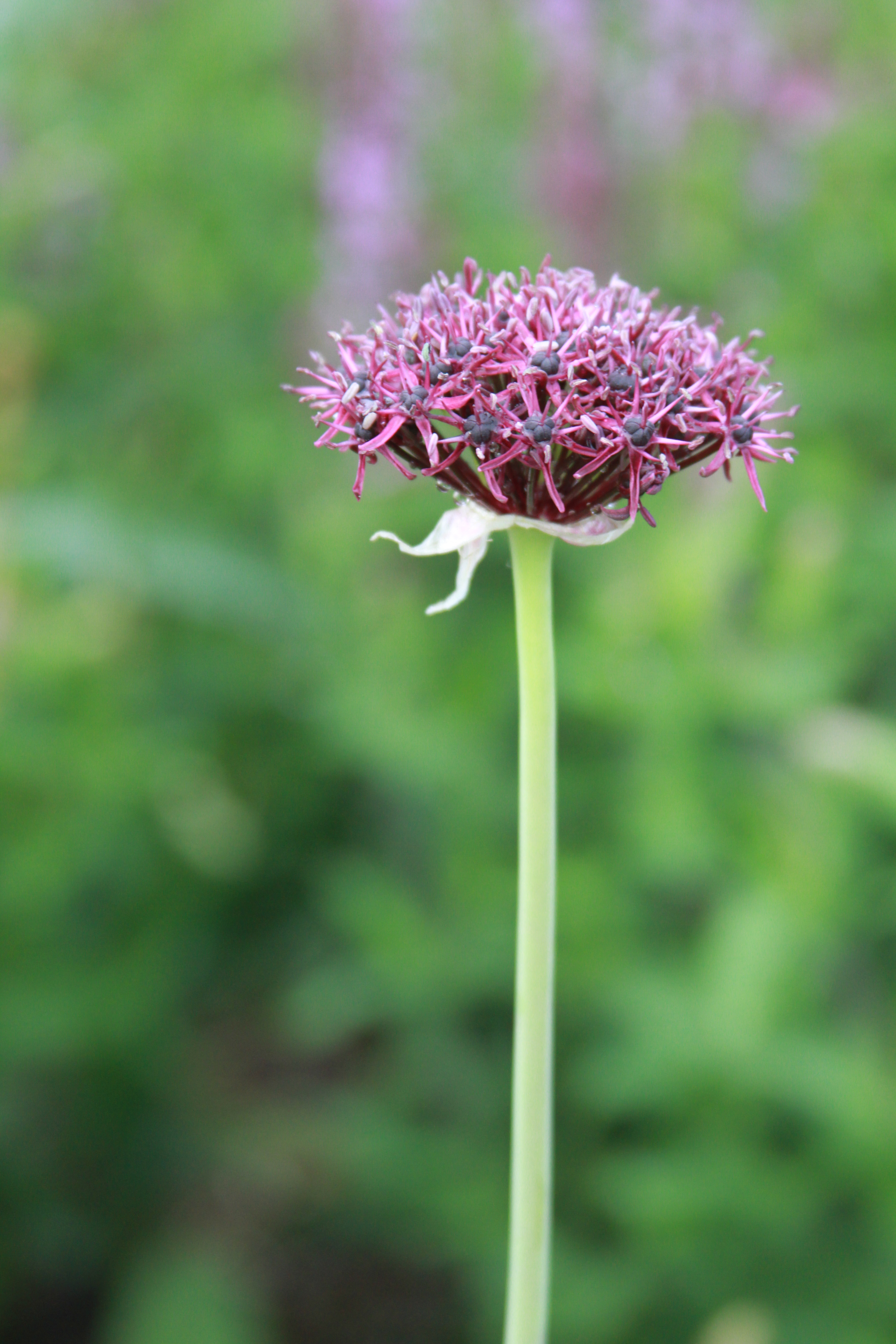
Allium atropurpureum

- Allium acutiflorum Loisel. - aglio occidentale
- Allium aegilicum Tzanoud.
- Allium aeginiense Brullo, Giusso & Terrasi
- Allium aetnense Brullo, Pavone & Salmeri - aglio dell'Etna
- Allium affine Ledeb.
- Allium afghanicum Wendelbo
- Allium aflatunense B.Fedtsch.
- Allium agrigentinum Brullo & Pavone - aglio di Agrigento
- Allium akaka S.G.Gmel. ex Schult. & Schult.f.
- Allium alabasicum Y.Z.Zhao
- Allium alaicum Vved.
- Allium albiflorum Omelczuk
- Allium albotunicatum O.Schwarz
- Allium albovianum Vved.
- Allium alexandrae Vved.
- Allium alexeianum Regel
- Allium alibile A.Rich.
- Allium alpinarii Özhatay & Kollmann
- Allium altaicum Pall.
- Allium altissimum Regel
- Allium altoatlanticum Seregin
- Allium altyncolicum N.Friesen
- Allium amethystinum Tausch - aglio ametistino
- Allium ampeloprasum L. - porro
- Allium amphibolum Ledeb.
- Allium amplectens Torr.
- Allium anacoleum Hand.-Mazz.
- Allium anatolicum Özhatay & B.Mathew
- Allium anceps Kellogg
- Allium angulosum L.  - aglio angoloso
- Allium anisopodium Ledeb.
- Allium anisotepalum Vved.
- Allium antalyense Eren, Çinbilgel & Parolly
- Allium antonii-bolosii P.Palau
- Allium anzalonei Brullo, Pavone & Salmeri
- Allium apolloniensis Biel, Kit Tan & Tzanoud.
- Allium apulum Brullo, Guglielmo, Pavone & Salmeri
- Allium archeotrichon Brullo, Pavone & Salmeri
- Allium arkitense R.M.Fritsch
- Allium arlgirdense Blakelock
- Allium armenum Boiss. & Kotschy
- Allium armerioides Boiss.
- Allium aroides Popov & Vved.
- Allium artemisietorum Eig & Feinbr.
- Allium asarense R.M.Fritsch & Matin
- Allium ascalonicum L.  - scalogno
- Allium aschersonianum Barbey
- Allium asclepiadeum Bornm.
- Allium asirense B.Mathew
- Allium asperiflorum Miscz. ex Grossh.
- Allium assadii Seisums
- Allium atropurpureum Waldst. & Kit.
- Allium atrorubens S.Watson
- Allium atrosanguineum Schrenk
- Allium atroviolaceum Boiss. - aglio viola-scuro
- Allium aucheri Boiss.
- Allium auriculatum Kunth
- Allium austroiranicum R.M.Fritsch
- Allium austrokyushuense M.Hotta
- Allium austrosibiricum N.Friesen
- Allium autumnale P.H.Davis
- Allium autumniflorum F.O.Khass. & Akhani
- Allium azaurenum Gomb.
- Allium aznavense R.M.Fritsch
- Allium azutavicum Kotukhov

## B
- Allium backhousianum Regel
- Allium baekdusanense Y.N.Lee
- Allium baeticum Boiss.

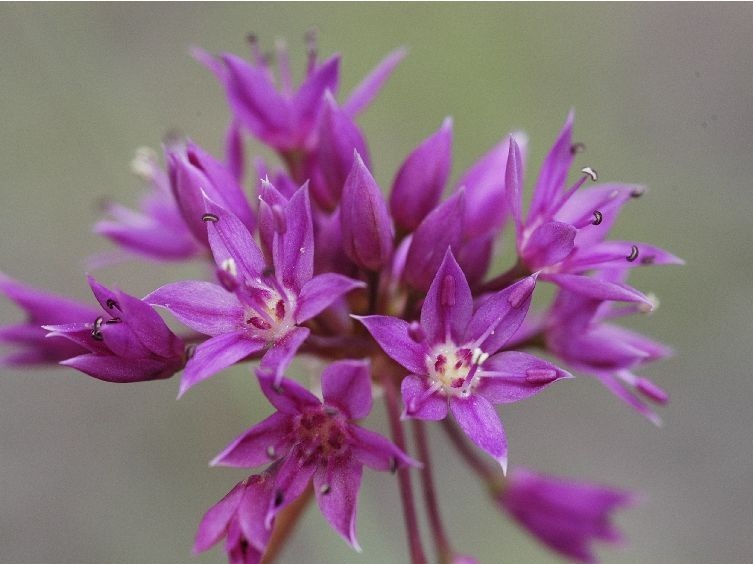
Allium bisceptrum

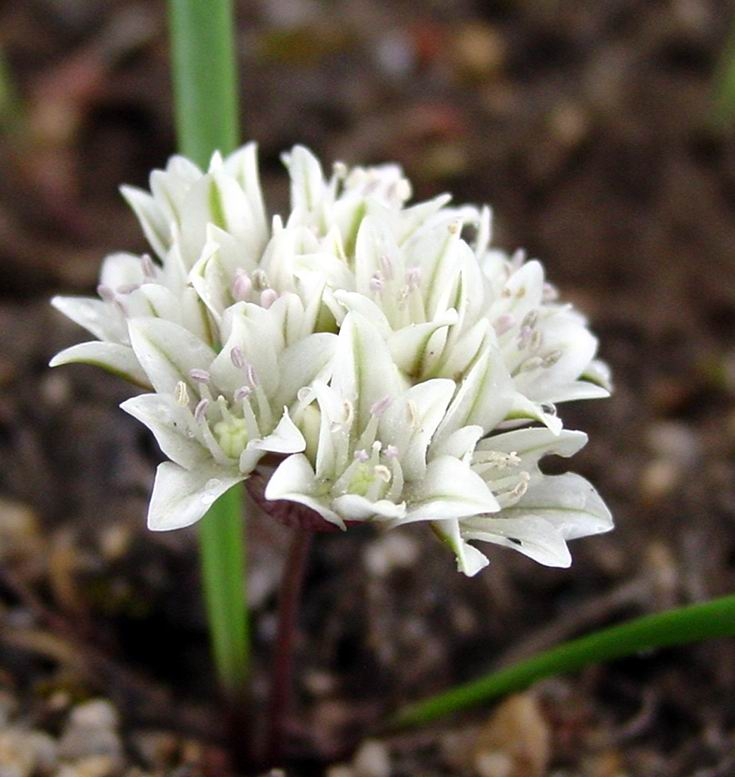
Allium brandegeei

- Allium bajtulinii Baitenov & I.I.Kamenetskaya
- Allium bakhtiaricum Regel
- Allium balansae Boiss.
- Allium baluchistanicum Wendelbo
- Allium barsczewskii Lipsky
- Allium barthianum Asch. & Schweinf.
- Allium bassitense J.Thiébaut
- Allium baytopiorum Kollmann & Özhatay
- Allium beesianum W.W.Sm.
- Allium bekeczalicum Lazkov
- Allium bellulum Prokh.
- Allium bidentatum Fisch. ex Prokh. & Ikonn.-Gal.
- Allium bigelowii S.Watson
- Allium birkinshawii Mouterde
- Allium bisceptrum S.Watson
- Allium bisotunense R.M.Fritsch
- Allium blandum Wall.
- Allium blomfieldianum Asch. & Schweinf.
- Allium boissieri Regel
- Allium bolanderi S.Watson
- Allium bornmuelleri Hayek
- Allium borszczowii Regel
- Allium botschantzevii Kamelin
- Allium bourgeaui Rech.f.
- Allium brachyodon Boiss.
- Allium brachyscapum Vved.
- Allium brachyspathum Brullo, Pavone & Salmeri
- Allium bracteolatum Wendelbo
- Allium brandegeei S.Watson
- Allium brevicaule Boiss. & Balansa
- Allium brevidens Vved.
- Allium brevidentatum F.Z.Li
- Allium brevidentiforme Vved.
- Allium brevipes Ledeb.
- Allium breviradium (Halácsy) Stearn
- Allium breviscapum Stapf
- Allium brevistylum S.Watson
- Allium brulloi Salmeri
- Allium brussalisii Tzanoud. & Kypr.
- Allium bucharicum Regel
- Allium bungei Boiss.
- Allium burjaticum N.Friesen
- Allium burlewii Davidson

## C
- Allium caeruleum Pall. (1773)
- Allium caesioides Wendelbo
- Allium caesium Schrenk

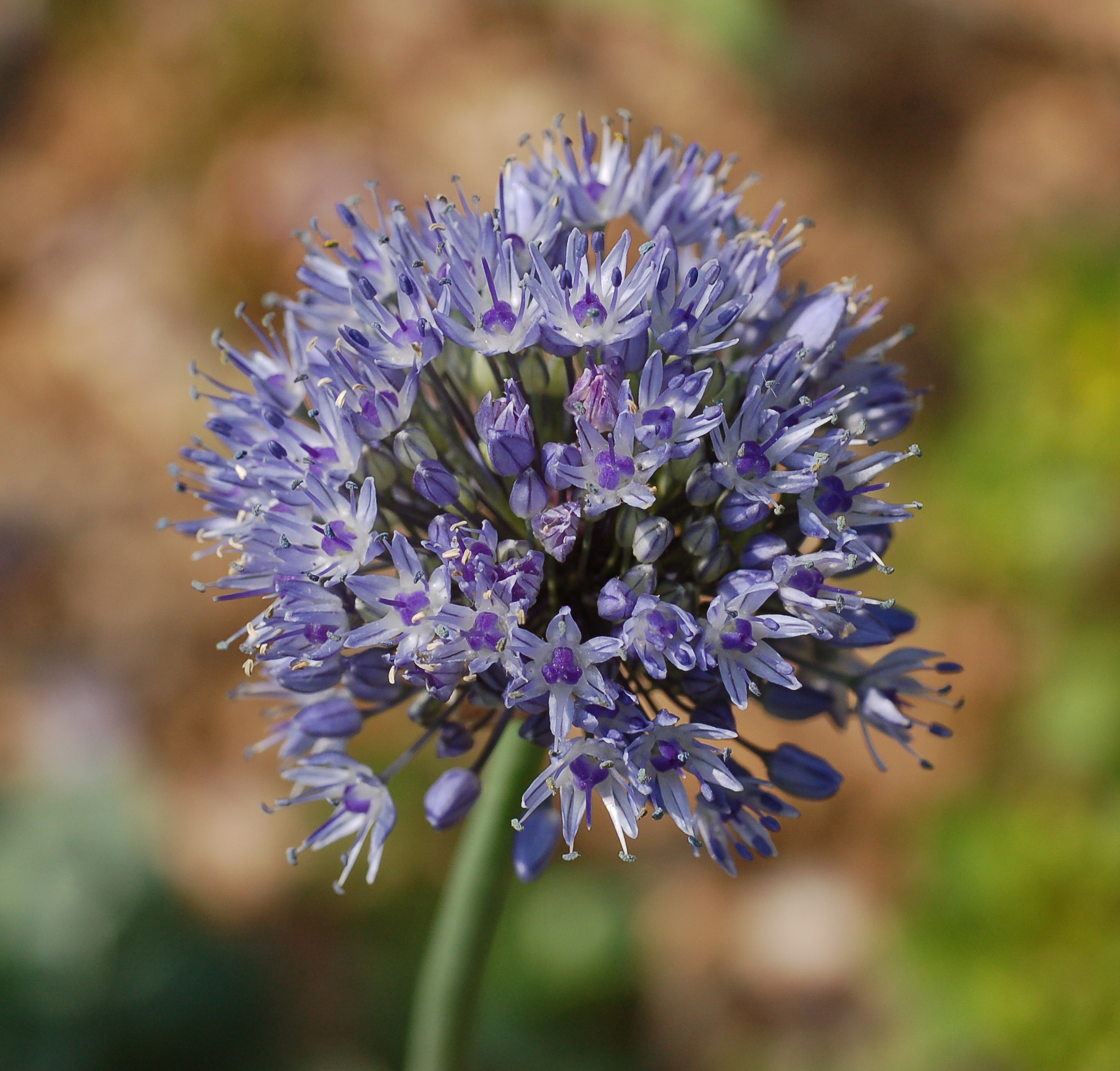
Allium caeruleum

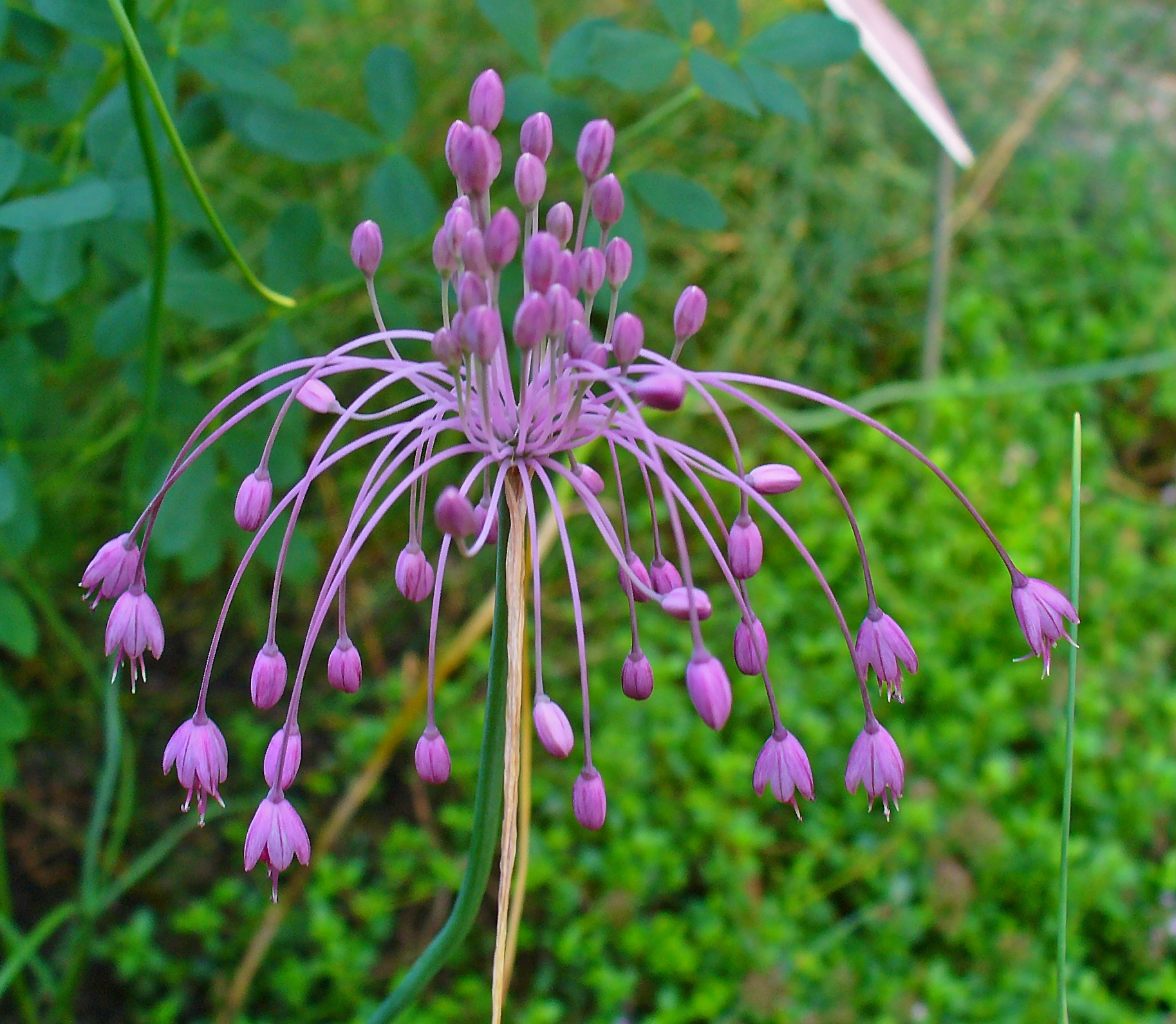
Allium carinatum subsp. pulchellum

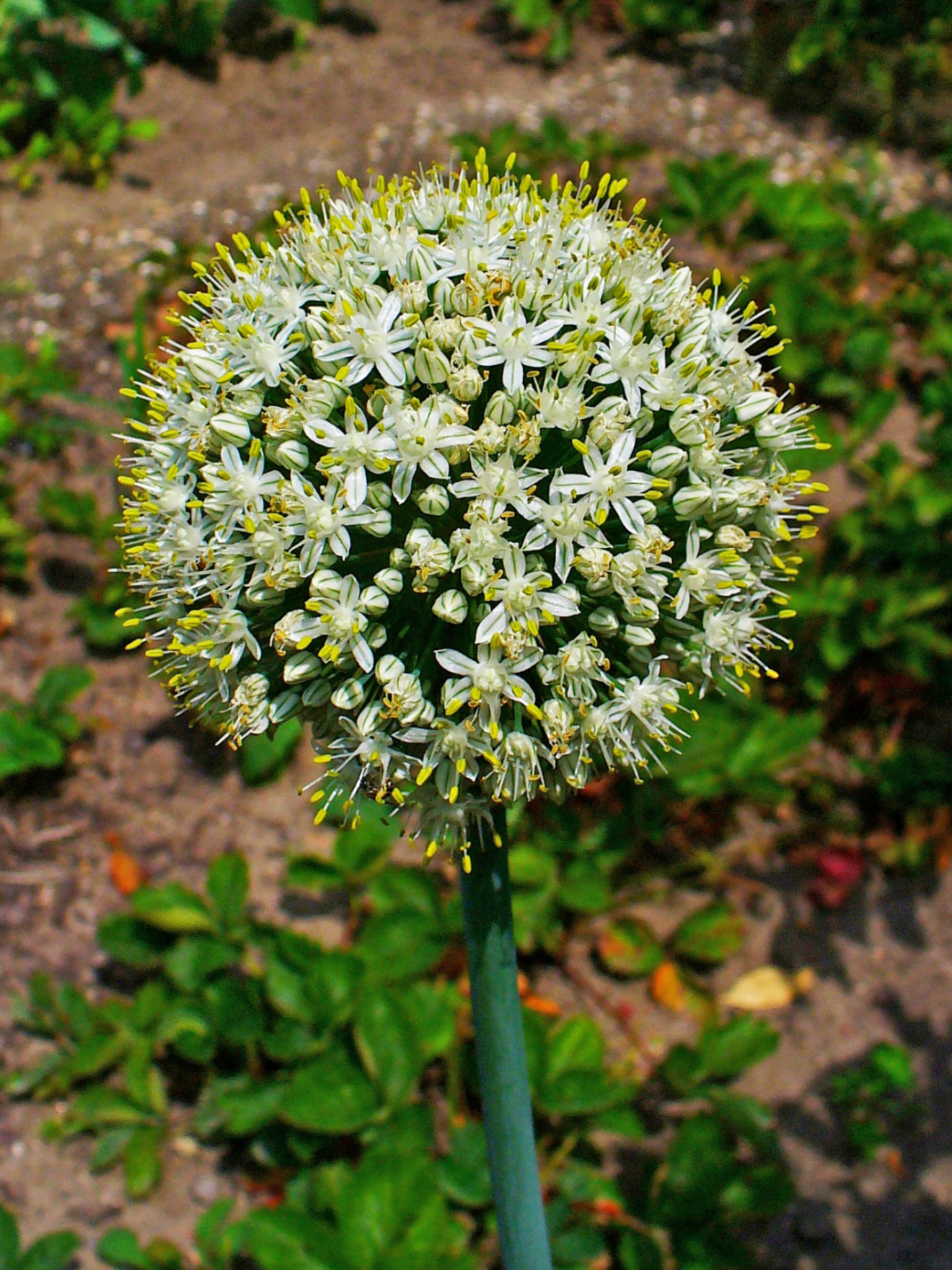
Allium cepa

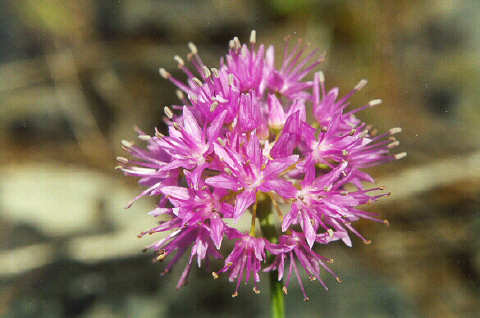
Allium columbianum

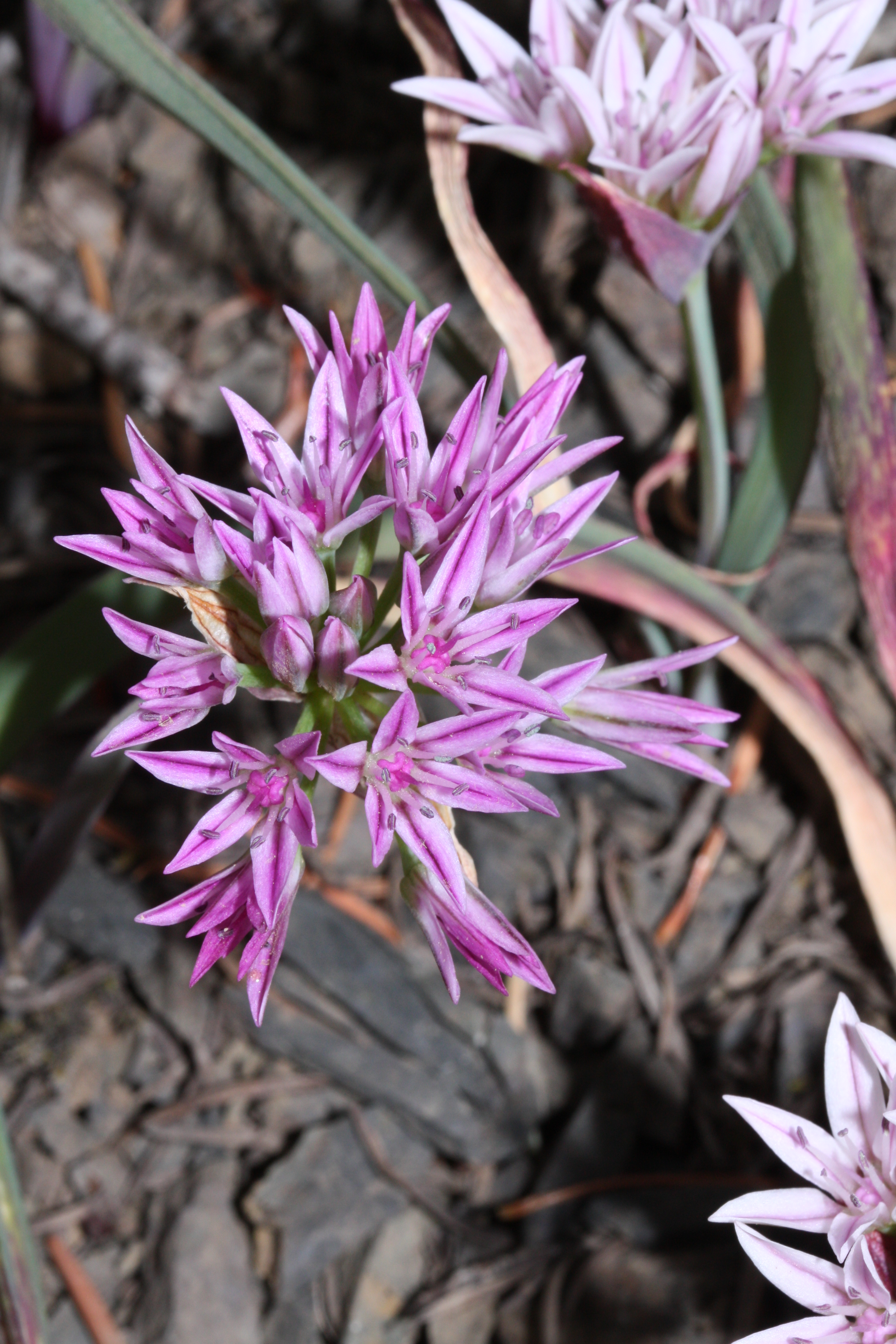
Allium crenulatum

- Allium caespitosum Siev. ex Bong. & C.A. Mey.
- Allium calabrum (N.Terrac.) Brullo, Pavone & Salmeri
- Allium calamarophilon Phitos & Tzanoud. (1981)
- Allium callidyction C.A.Mey. ex Kunth
- Allium callimischon Link (1835)
  - Allium callimischon subsp. callimischon
  - Allium callimischon subsp. haemostictum Stearn
- Allium calocephalum Wendelbo
- Allium calyptratum Boiss.
- Allium campanulatum S.Watson
- Allium canadense L.
- Allium candargyi Karavok. & Tzanoud.
- Allium candolleanum Albov
- Allium capitellatum Boiss.
- Allium cappadocicum Boiss. & Balansa
- Allium caput-medusae Airy Shaw
- Allium cardiostemon Fisch. & C.A.Mey.
- Allium carinatum L. (1753) - aglio delle streghe
  - Allium carinatum subsp. carinatum
  - Allium carinatum subsp. pulchellum Bonnier & Layens (1894)
- Allium carmeli Boiss.
- Allium caroli-henrici Wendelbo
- Allium carolinianum DC.
- Allium caspium (Pall.) M.Bieb.
- Allium cassium Boiss.
- Allium castellanense (Garbari, Miceli & Raimondo) Brullo, Guglielmo, Pavone & Salmeri - aglio di Castellana
- Allium cathodicarpum Wendelbo
- Allium cepa L. (1753)  - cipolla
- Allium cepiforme G. Don
- Allium cernuum Roth
- Allium chalcophengos Airy Shaw
- Allium chalkii Tzanoud. & Kollmann
- Allium chamaemoly L. (1753) - aglio minuscolo
- Allium chamaespathum Boiss.
- Allium chamarense M.M.Ivanova
- Allium changduense J.M.Xu
- Allium chelotum Wendelbo
- Allium chienchuanense J.M.Xu
- Allium chinense G.Don
- Allium chitralicum F.T.Wang & Tang
- Allium chiwui F.T.Wang & Tang
- Allium chloranthum Boiss.
- Allium chloroneurum Boiss.
- Allium chodsha-bakirganicum Gaffarov & Turak.
- Allium choriotepalum Wendelbo
- Allium chrysantherum Boiss. & Reut.
- Allium chrysanthum Regel
- Allium chrysocephalum Regel
- Allium chrysonemum Stearn
- Allium chychkanense R.M.Fritsch
- Allium circassicum Kolak.
- Allium circinatum Sieber
- Allium circumflexum Wendelbo
- Allium cisferganense R.M.Fritsch
- Allium clathratum Ledeb.
- Allium clausum Vved.
- Allium clivorum R.M.Fritsch
- Allium colchicifolium Boiss.
- Allium coloratum Spreng.
- Allium columbianum (Ownbey & Mingrone) P.M.Peterson, Annable & Rieseberg
- Allium commutatum Guss. - aglio delle isole
- Allium condensatum Turcz.
- Allium confragosum Vved.
- Allium consanguineum Kunth
- Allium constrictum (Mingrone & Ownbey) P.M.Peterson, Annable & Rieseberg
- Allium convallarioides Grossh.
- Allium cornutum Clementi
- Allium corsicum Jauzein & al.
- Allium coryi M.E.Jones
- Allium costatovaginatum Kamelin & Levichev
- Allium crameri Asch. & Boiss.
- Allium cratericola Eastw.
- Allium crenulatum Wiegand
- Allium crispum Greene
- Allium cristophii Trautv.
- Allium croaticum Bogdanovic, Brullo, Mitic & Salmeri
- Allium crystallinum Vved.
- Allium cucullatum Wendelbo
- Allium cupani Raf. (1810) - aglio di Cupani
- Allium cupuliferum Regel
- Allium curtum Boiss. & Gaill.
- Allium cuthbertii Small
- Allium cyaneum Regel
- Allium cyathophorum Bureau & Franch.
- Allium cyprium Brullo, Pavone & Salmeri
- Allium cyrilli Ten. (1828) - aglio di Cirillo

## D
- Allium daghestanicum Grossh.
- Allium damascenum Feinbrun

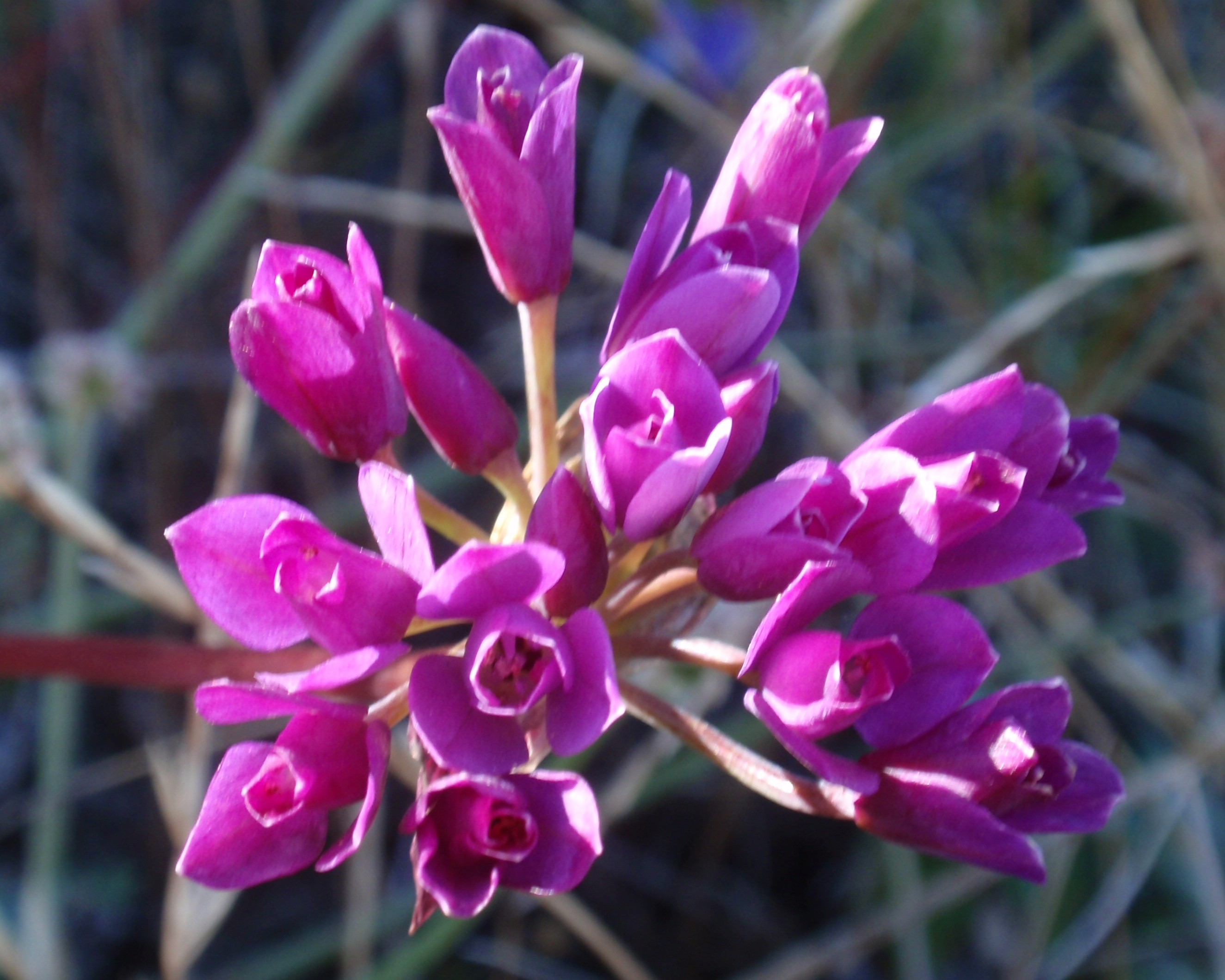
Allium dichlamydeum

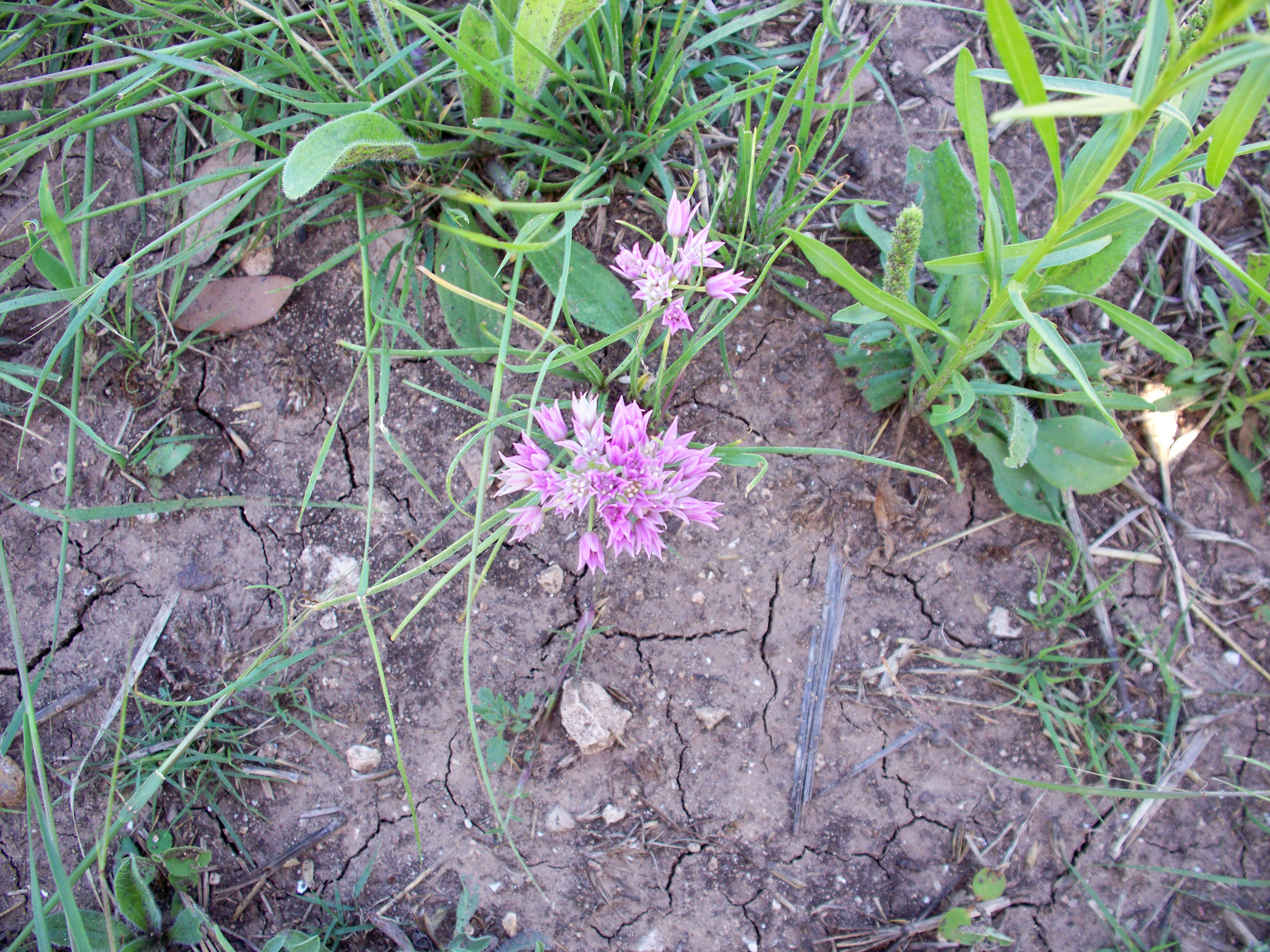
Allium drummondii

- Allium daninianum Brullo, Pavone & Salmeri
- Allium darwasicum Regel
- Allium dasyphyllum Vved.
- Allium decaisnei C.Presl
- Allium deciduum Özhatay & Kollmann
- Allium decipiens Fisch. ex Schult. & Schult.f.
- Allium delicatulum Siev. ex Schult. & Schult.f. (1830)
- Allium deltoidefistulosum S.O.Yu, S.Lee & W.T.Lee
- Allium dentiferum Webb & Berthel.
- Allium dentigerum Prokh.
- Allium denudatum F.Delaroche
- Allium derderianum Regel
- Allium deserti-syriaci Feinbrun
- Allium desertorum Forssk.
- Allium diabolense (Ownbey & Aase) McNeal
- Allium dichlamydeum Greene
- Allium dictuon H.St.John
- Allium dictyoprasum C.A.Mey. ex Kunth
- Allium dictyoscordum Vved.
- Allium dilatatum Zahar.
- Allium dinsmorei Rech.f.
- Allium diomedeum Brullo, Guglielmo, Pavone & Salmeri
- Allium dirphianum Brullo & al.
- Allium djimilense Boiss. ex Regel
- Allium dodecadontum Vved.
- Allium dodecanesi Karavok. & Tzanoud.
- Allium dolichomischum Vved.
- Allium dolichostylum Vved.
- Allium dolichovaginatum R.M.Fritsch
- Allium douglasii Hook.
- Allium drepanophyllum Vved.
- Allium drobovii Vved.
- Allium drummondii Regel
- Allium drusorum Feinbrun
- Allium ducissae Bartolucci, Iocchi & F. Conti - aglio delle Montagne della Duchessa[2]
- Allium dumetorum Feinbrun & Szel.
- Allium durangoense Traub

## E
- Allium ebusitanum Font Quer

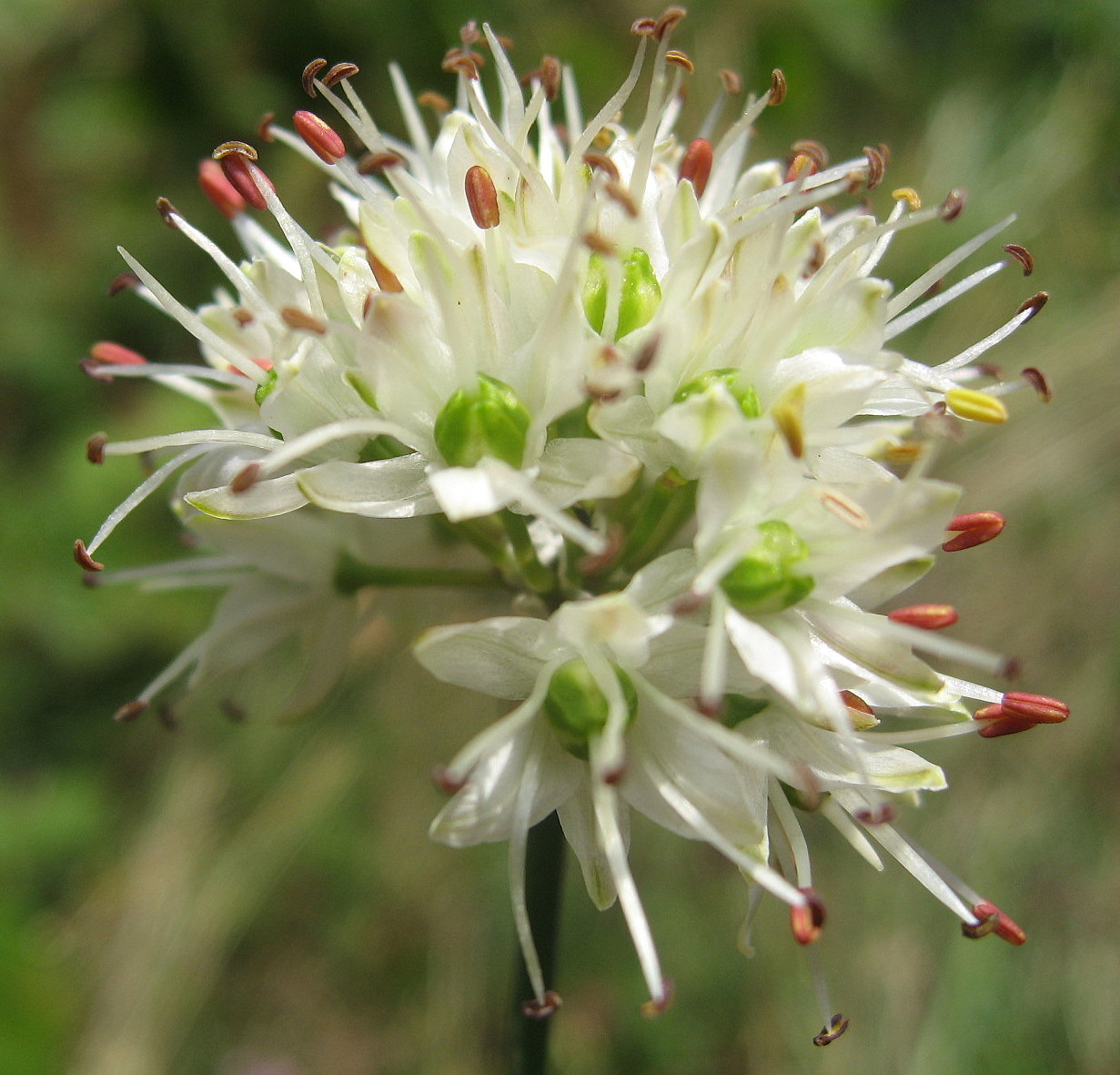
Allium ericetorum

- Allium eduardii Stearn ex Airy Shaw
- Allium egorovae M.V.Agab. & Ogan.
- Allium eivissanum Garbari & Miceli
- Allium elburzense Wendelbo
- Allium eldivanense Özhatay
- Allium elegans Drobow
- Allium elegantulum Kitag.
- Allium ellisii Hook.f.
- Allium elmaliense Deniz & Sümbül
- Allium elmendorfii M.E.Jones ex Ownbey
- Allium enginii Özhatay & B.Mathew
- Allium erdelii Zucc.
- Allium eremoprasum Vved.
- Allium ericetorum Thore - aglio giallastro
- Allium eriocoleum Vved.
- Allium ertugrulii Demir. & Uysal
- Allium erubescens K.Koch
- Allium erythraeum Griseb.
- Allium esfandiarii Matin
- Allium euboicum Rech.f.
- Allium eugenii Vved.
- Allium eulae Cory ex T.M.Howard
- Allium eurotophilum Wiggins
- Allium eusperma Airy Shaw
- Allium exaltatum (Meikle) Brullo, Pavone, Salmeri & Venora
- Allium exile Boiss. & Orph.

## F
- Allium falcifolium Hook. & Arn.

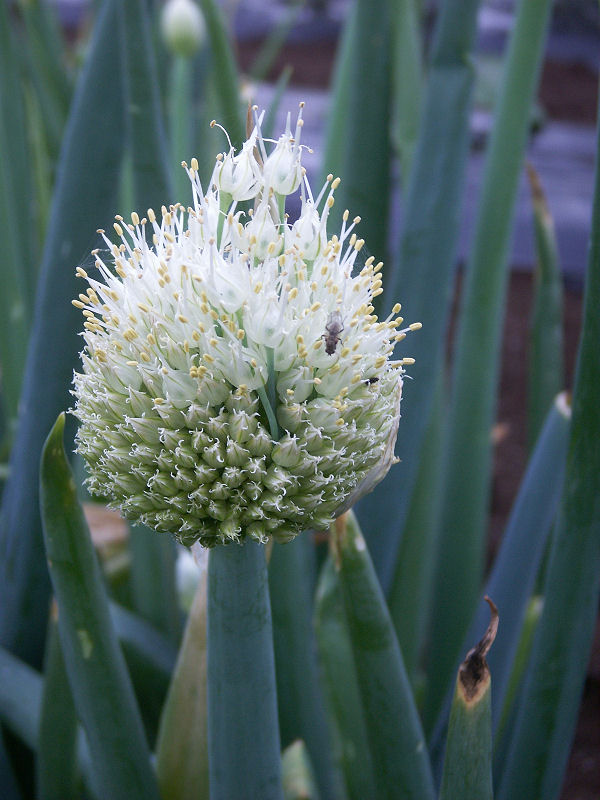
Allium fistulosum

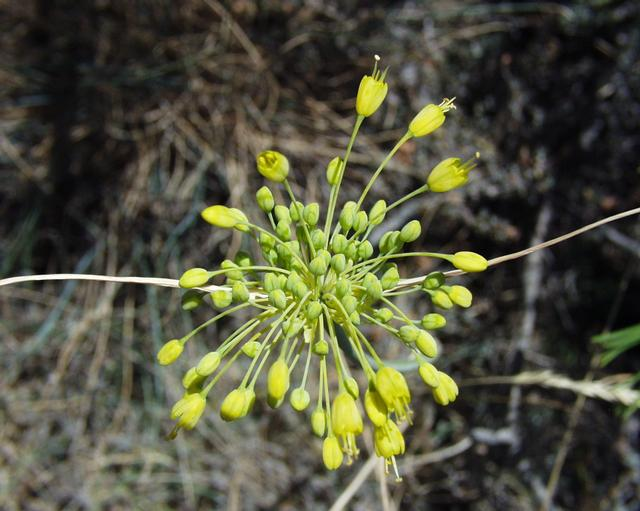
Allium flavum

- Allium fanjingshanense C.D.Yang & G.Q.Gou
- Allium fantasmasense Traub
- Allium farctum Wendelbo
- Allium fasciculatum Rendle
- Allium favosum Zahar.
- Allium fedtschenkoi Nábelek
- Allium feinbergii Oppenh.
- Allium ferganicum Vved.
- Allium fethiyense Özhatay & B.Mathew
- Allium fetisowii Regel
- Allium fibriferum Wendelbo
- Allium fibrillum M.E.Jones ex Abrams
- Allium filidens Regel
- Allium filidentiforme Vved.
- Allium fimbriatum S.Watson
- Allium fistulosum L. - cipolla d'inverno
- Allium flavellum Vved.
- Allium flavescens Besser
- Allium flavidum Ledeb.
- Allium flavovirens Regel
- Allium flavum L. - aglio giallo
  - Allium flavum subsp. flavum
  - Allium flavum subsp. ionochlorum Maire
  - Allium flavum subsp. tauricum (Besser ex Rchb.) K.Richt.
  - Allium flavum var. minus Boiss.
  - Allium flavum var. pilosum Kollmann & Koyuncu
- Allium flexuosum d'Urv.
- Allium fominianum Miscz. ex Grossh.
- Allium forrestii Diels
- Allium franciniae Brullo & Pavone
- Allium fraseri (Ownbey) Shinners
- Allium frigidum Boiss. & Heldr.
- Allium fritschii F.O.Khass. & Yengal.
- Allium funckiifolium Hand.-Mazz.
- Allium furkatii R.M.Fritsch
- Allium fuscoviolaceum Fomin
- Allium fuscum Waldst. & Kit.

## G
- Allium galanthum Kar. & Kir.

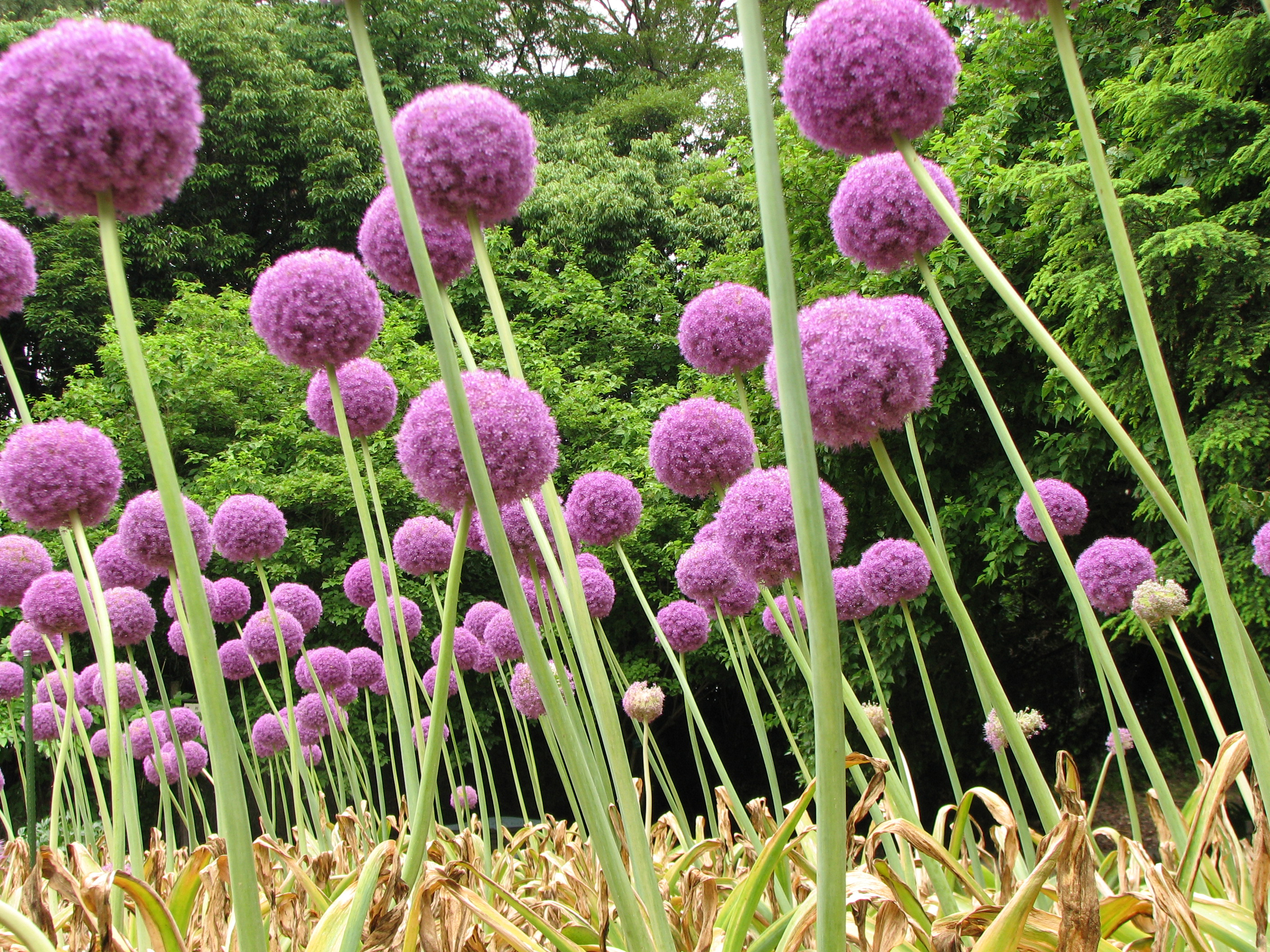
Allium giganteum

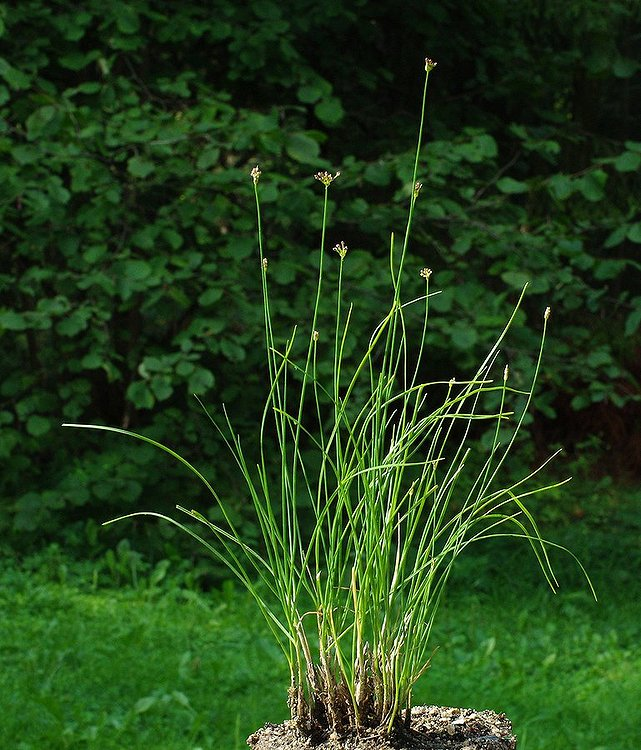
Allium gunibicum

- Allium galileum Brullo, Guglielmo, Pavone & Salmeri
- Allium garbarii Peruzzi
- Allium garganicum Brullo, Pavone, Salmeri & Terrasi - aglio del Gargano
- Allium geyeri S.Watson
- Allium giganteum Regel
- Allium gilgiticum F.T.Wang & Tang
- Allium gillii Wendelbo
- Allium glaciale Vved.
- Allium glandulosum Link & Otto
- Allium glomeratum Prokh.
- Allium glumaceum Boiss. & Hausskn.
- Allium goekyigitii Ekim, H.Duman & Güner
- Allium goloskokovii Vved.
- Allium gomphrenoides Boiss. & Heldr.
- Allium gooddingii Ownbey
- Allium gorumsense (Regel) Boiss.
- Allium goulimyi Tzanoud.
- Allium gracillimum Vved.
- Allium gramineum K.Koch
- Allium grande Lipsky
- Allium greuteri Brullo & Pavone
- Allium griffithianum Boiss.
- Allium grisellum J.M.Xu
- Allium grosii Font Quer
- Allium guanxianense J.M.Xu
- Allium guatemalense Traub
- Allium gubanovii Kamelin
- Allium guicciardii Heldr.
- Allium gunibicum Miscz. ex Grossh.
- Allium gusaricum Regel
- Allium guttatum Steven
  - Allium guttatum subsp. guttatum
  - Allium guttatum subsp. dalmaticum (A.Kern. ex Janch.) Stearn
  - Allium guttatum subsp. sardoum (Moris) Stearn
- Allium gypsaceum Popov & Vved.
- Allium gypsodictyum Vved.

## H

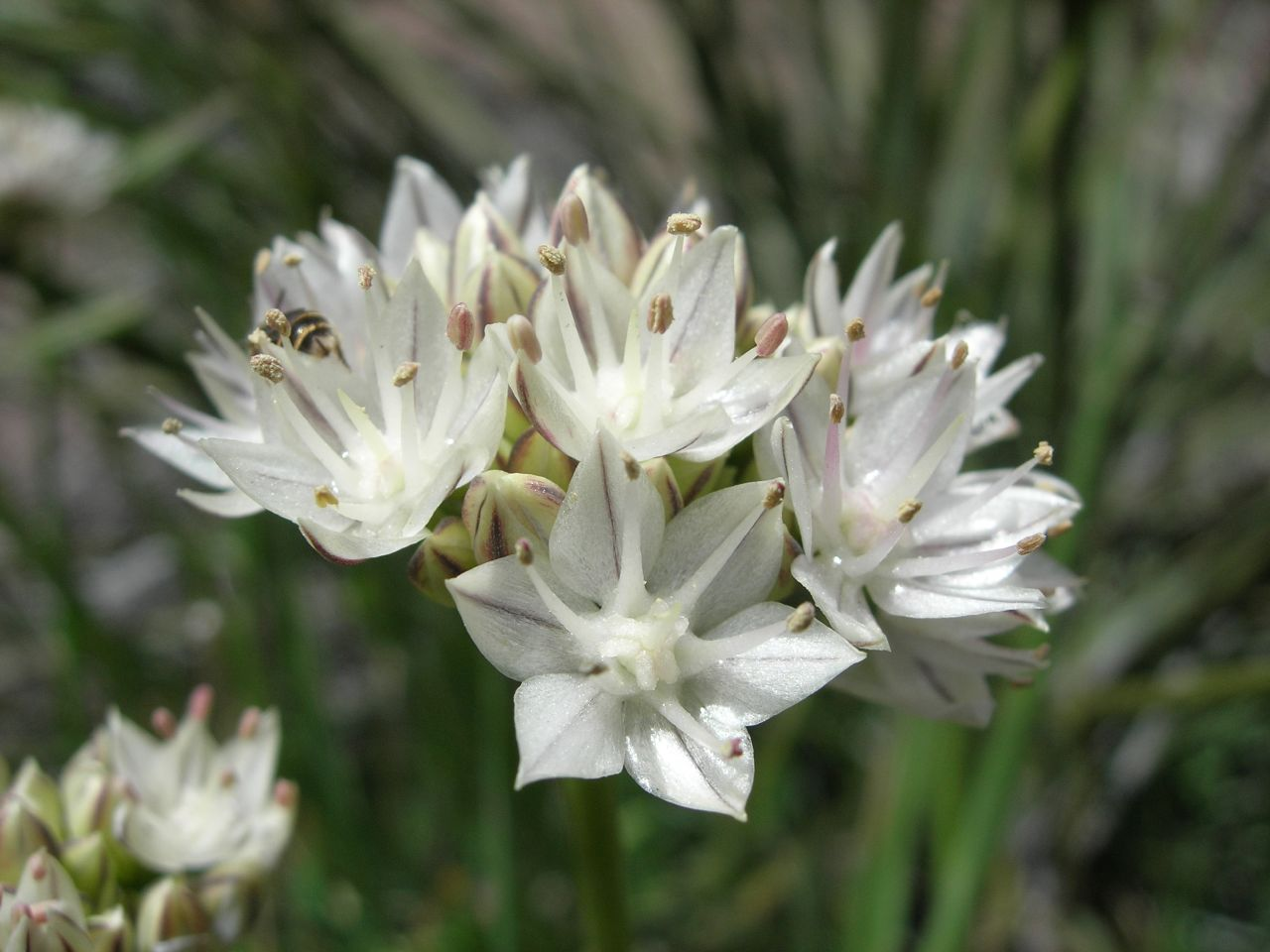
Allium haematochiton

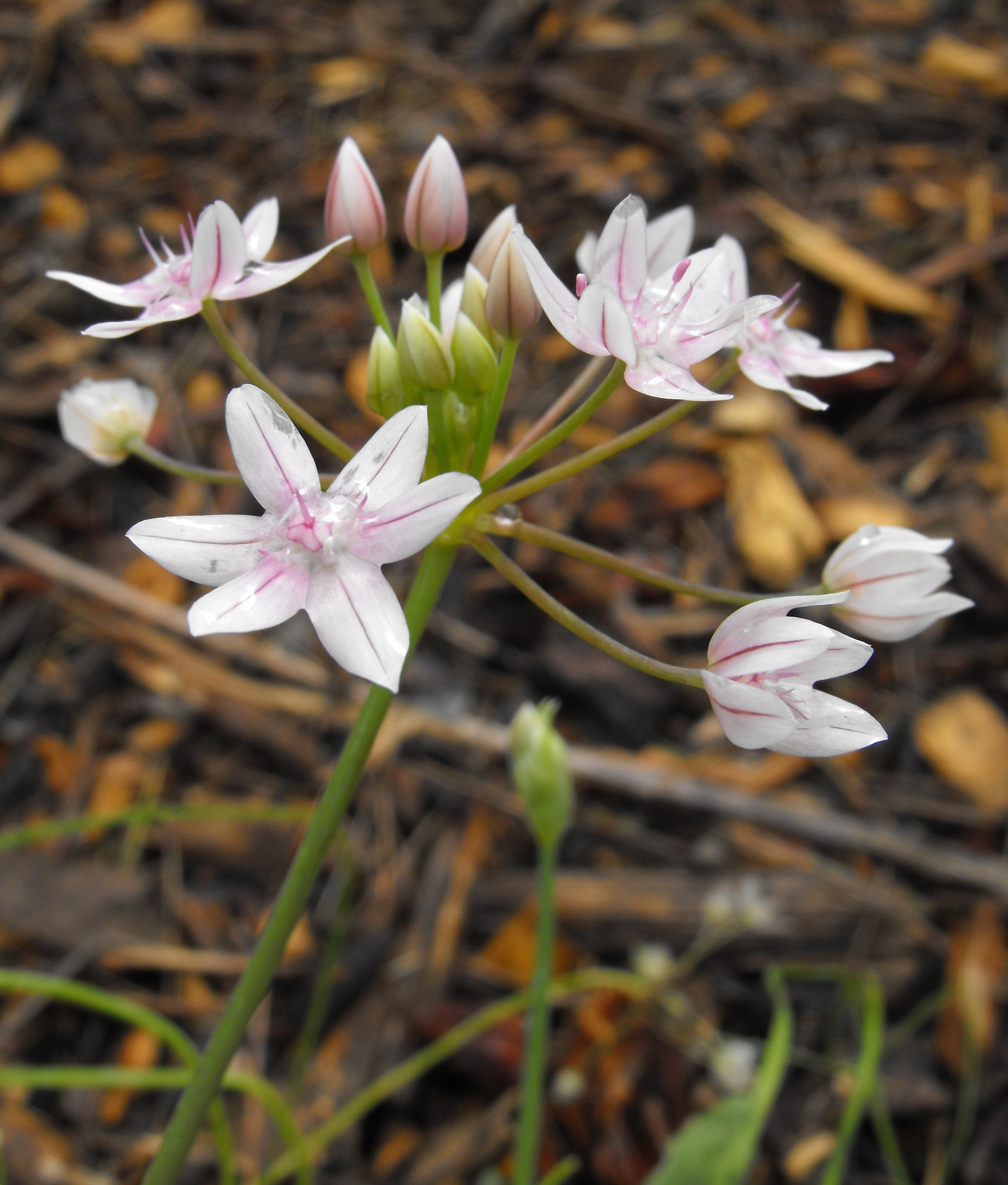
Allium hyalinum

- Allium haemanthoides Boiss. & Reut. ex Regel
- Allium haematochiton S.Watson
- Allium hamedanense R.M.Fritsch
- Allium hamrinense Hand.-Mazz.
- Allium haneltii F.O.Khass. & R.M.Fritsch
- Allium hedgei Wendelbo
- Allium heldreichii Boiss.
- Allium helicophyllum Vved.
- Allium hemisphaericum (Sommier) Brullo - aglio semisferico
- Allium henryi C.H.Wright
- Allium herderianum Regel
- Allium hermoneum (Kollmann & Shmida) Brullo, Guglielmo, Pavone & Salmeri
- Allium heteronema F.T.Wang & Tang
- Allium hexaceras Vved.
- Allium hickmanii Eastw.
- Allium hierosolymorum Regel
- Allium hindukuschense Kamelin & Seisums
- Allium hintoniorum B.L.Turner
- Allium hirtovaginatum Kunth
- Allium hirtovaginum Candargy
- Allium hissaricum Vved.
- Allium hoffmanii Ownbey
- Allium hollandicum R.M.Fritsch
- Allium hookeri Thwaites
- Allium hooshidaryae Mashayekhi, Zarre & R.M.Fritsch
- Allium horvatii Lovric
- Allium howellii Eastw.
- Allium huber-morathii Kollmann, Özhatay & Koyuncu
- Allium humile Kunth
- Allium huntiae Traub
- Allium hyalinum Curran
- Allium hymenorhizum Ledeb.
- Allium hymettium Boiss. & Heldr.
- Allium hypsistum Stearn

## I
- Allium ilgazense Özhatay
- Allium iliense Regel
- Allium inaequale Janka
- Allium inconspicuum Vved.
- Allium incrustatum Vved.
- Allium inderiense Fisch. ex Bunge
- Allium inops Vved.

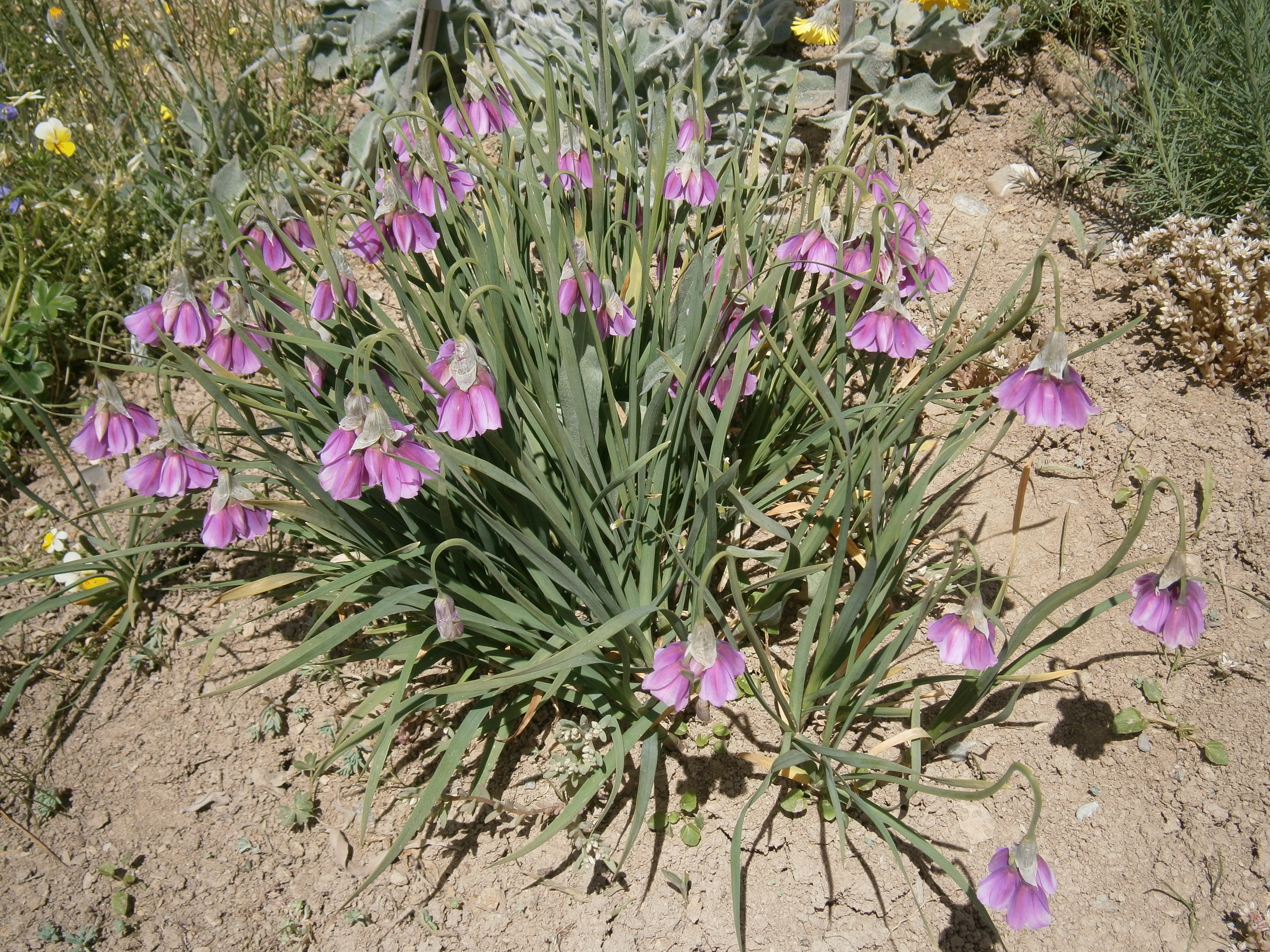
Allium insubricum

- Allium insubricum Boiss. & Reut. - aglio d'Insubria
- Allium insufficiens Vved.
- Allium integerrimum Zahar. (1977)
- Allium intradarvazicum R.M.Fritsch
- Allium inutile Makino
- Allium ionandrum Wendelbo
- Allium ionicum Brullo & Tzanoud.
- Allium iranicum (Wendelbo) Wendelbo
- Allium isakulii R.M.Fritsch & F.O.Khass.
- Allium isauricum Hub.-Mor. & Wendelbo
- Allium ivasczenkoae Kotukhov

## J
- Allium jacquemontii Kunth
- Allium jaxarticum Vved.
- Allium jepsonii (Ownbey & Aase) S.S.Denison & McNeal
- Allium jesdianum Boiss. & Buhse
- Allium jodanthum Vved.
- Allium joharchii F.O.Khass. & Memariani
- Allium jubatum J.F.Macbr.
- Allium jucundum Vved.
- Allium juldusicola Regel
- Allium julianum Brullo, Gangale & Uzunov
- Allium junceum Sm.

## K
- Allium karacae Koyuncu

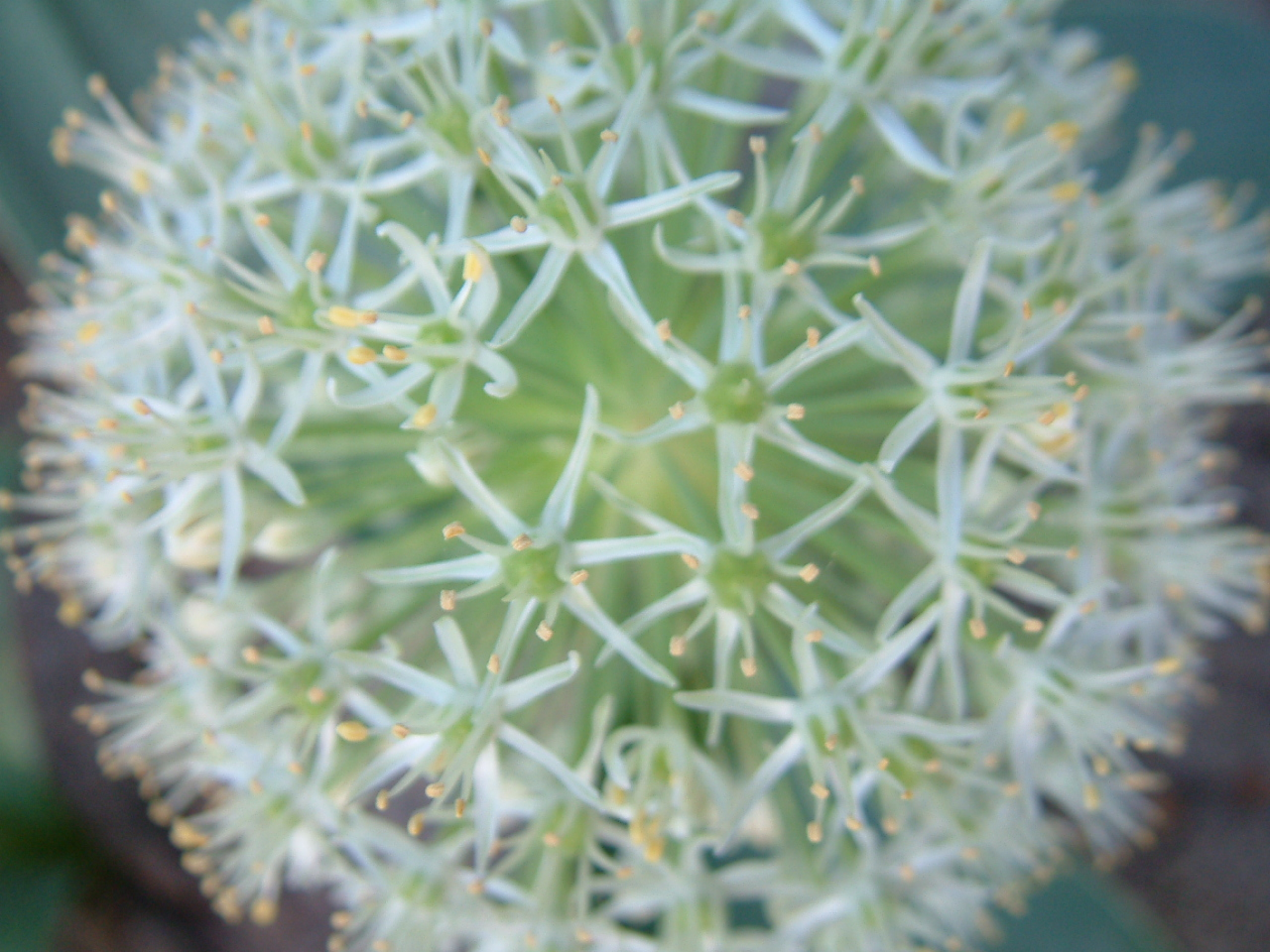
Allium karataviense

- Allium karamanoglui Koyuncu & Kollmann
- Allium karataviense Regel
- Allium karelinii Poljakov
- Allium karistanum Brullo, Pavone & Salmeri
- Allium karyeteini Post
- Allium kaschianum Regel
- Allium kastambulense Kollmann
- Allium kasteki Popov
- Allium kazerouni Parsa
- Allium kermesinum Rchb.
- Allium keusgenii R.M.Fritsch
- Allium kharputense Freyn & Sint.
- Allium khozratense R.M.Fritsch
- Allium kingdonii Stearn
- Allium kirindicum Bornm.
- Allium koelzii (Wendelbo) Perss. & Wendelbo
- Allium koenigianum Grossh.
- Allium kokanicum Regel
- Allium kollmannianum Brullo, Pavone & Salmeri
- Allium komarowii Lipsky
- Allium kopetdagense Vved.
- Allium koreanum H.J.Choi & B.U.Oh
- Allium korolkowii Regel
- Allium kossoricum Fomin
- Allium kotschyi Boiss.
- Allium koyuncui H.Duman & Özhatay
- Allium kuhsorkhense R.M.Fritsch & Joharchi
- Allium kujukense Vved.
- Allium kunthianum Vved.
- Allium kuramense F.O.Khass. & N.V.Friesen
- Allium kurssanovii Popov
- Allium kurtzianum Asch. & Sint. ex Kollmann
- Allium kysylkumi Kamelin

## L
- Allium lachnophyllum Paine
- Allium lacunosum S.Watson

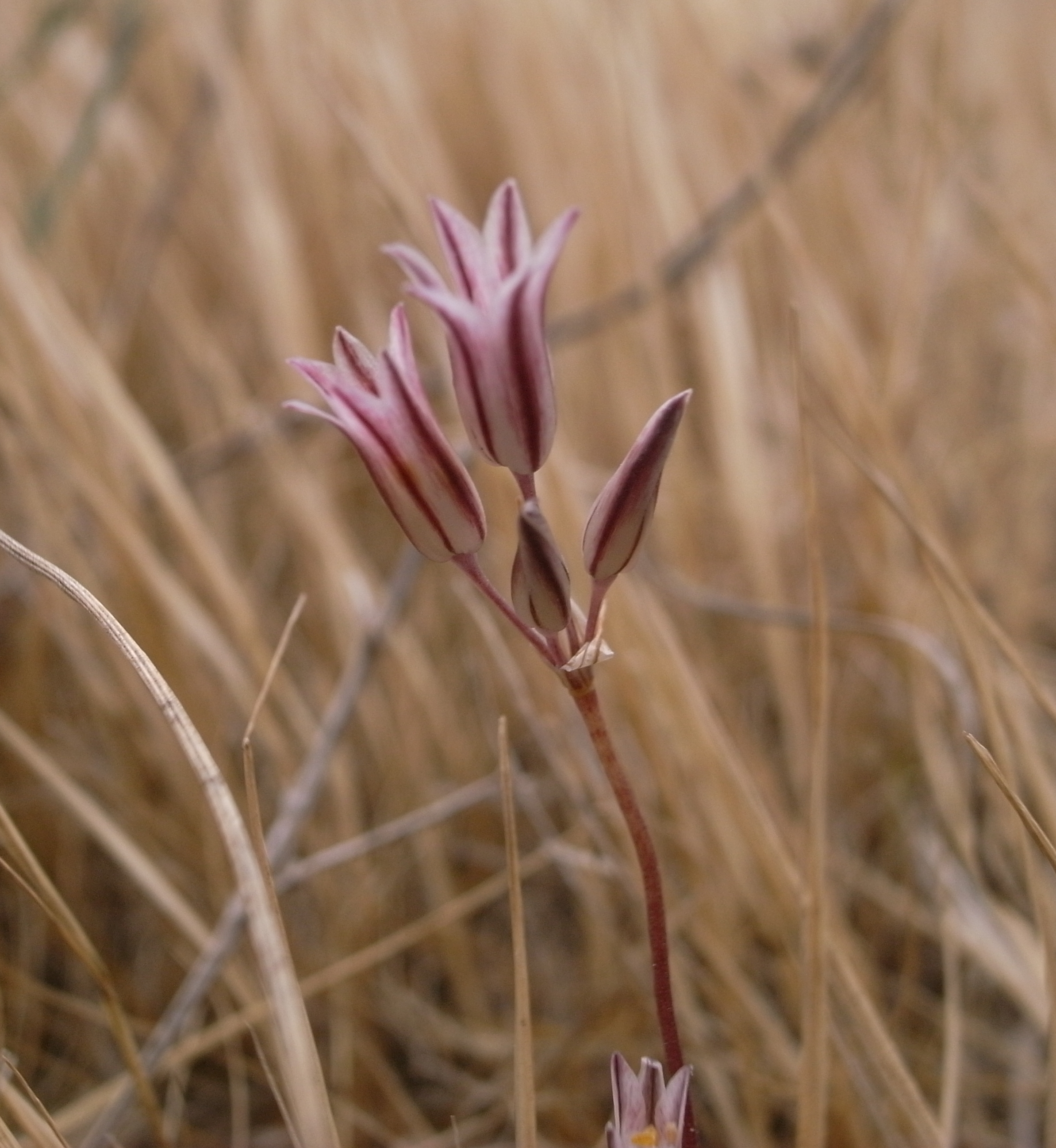
Allium lojaconoi

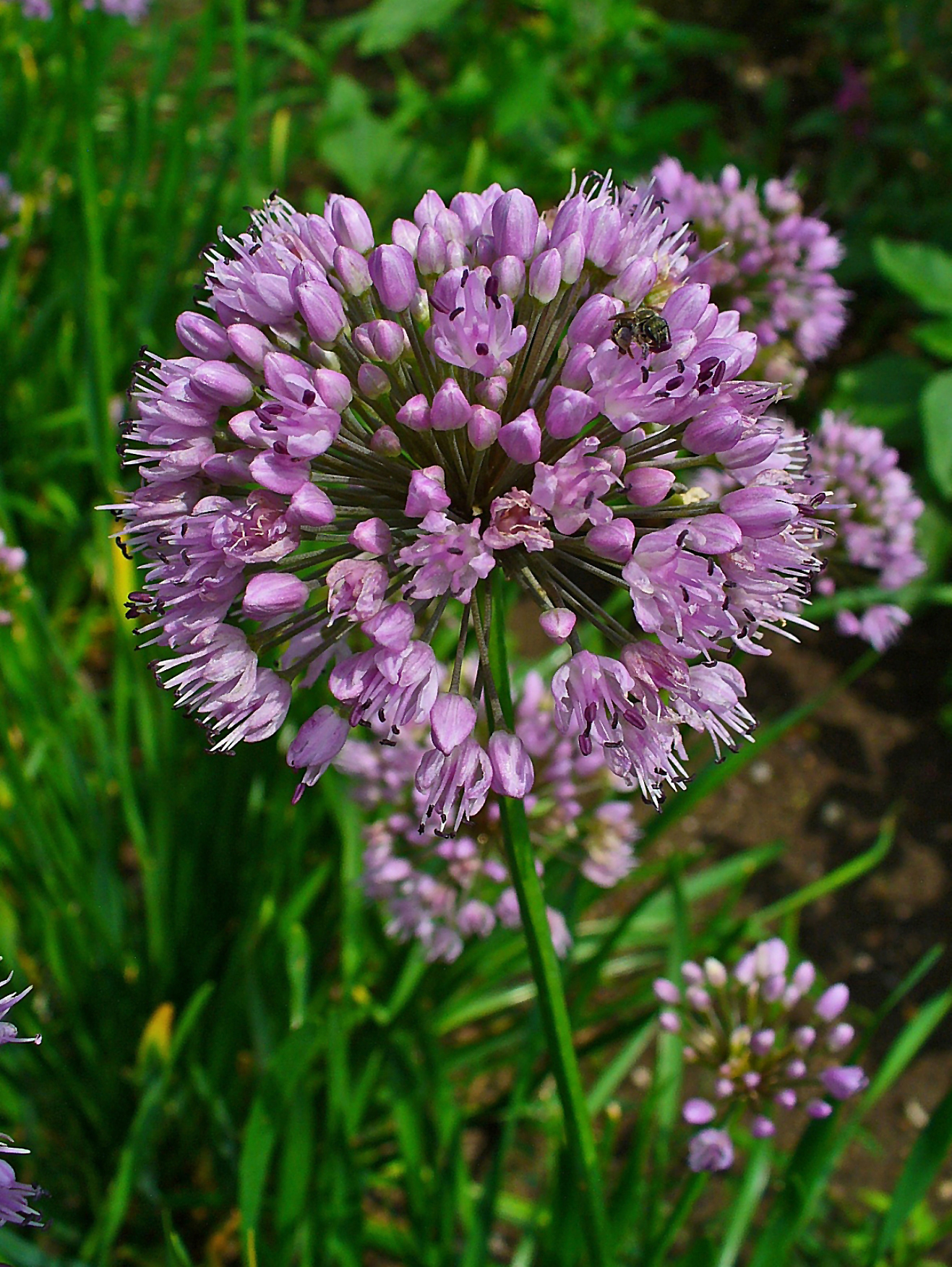
Allium lusitanicum

- Allium lagarophyllum Brullo, Pavone & Tzanoud.
- Allium lalesaricum Freyn & Bornm.
- Allium lamondiae Wendelbo
- Allium lasiophyllum Vved.
- Allium latifolium Jaub. & Spach
- Allium ledebourianum Schult. & Schult.f.
- Allium lefkarense Brullo, Pavone & Salmeri
- Allium lehmannianum Merckl. ex Bunge
- Allium lehmannii Lojac. - aglio di Lehmann
- Allium lemmonii S.Watson
- Allium lenkoranicum Miscz. ex Grossh.
- Allium leptomorphum Vved.
- Allium leucanthum K.Koch
- Allium leucocephalum Turcz. ex Ledeb.
- Allium leucosphaerum Aitch. & Baker
- Allium libani Boiss.
- Allium lilacinum Klotzsch
- Allium lineare L.
- Allium linearifolium H.J.Choi & B.U.Oh
- Allium lipskyanum Vved.
- Allium listera Stearn
- Allium litorale Konta
- Allium litvinovii Drobow ex Vved.
- Allium lojaconoi Brullo, Lanfr. & Pavone
- Allium longanum Pamp
- Allium longicollum Wendelbo
- Allium longifolium (Kunth) Spreng.
- Allium longipapillatum R.M.Fritsch & Matin
- Allium longiradiatum (Regel) Vved.
- Allium longisepalum Bertol.
- Allium longispathum Redouté
- Allium longistylum Baker
- Allium longivaginatum Wendelbo
- Allium lopadusanum Bartolo, Brullo & Pavone - aglio di Lampedusa
- Allium loratum Baker
- Allium lusitanicum Lam. – aglio montano
- Allium luteolum Halácsy
- Allium lutescens Vved.
- Allium lycaonicum Siehe ex Hayek

## M

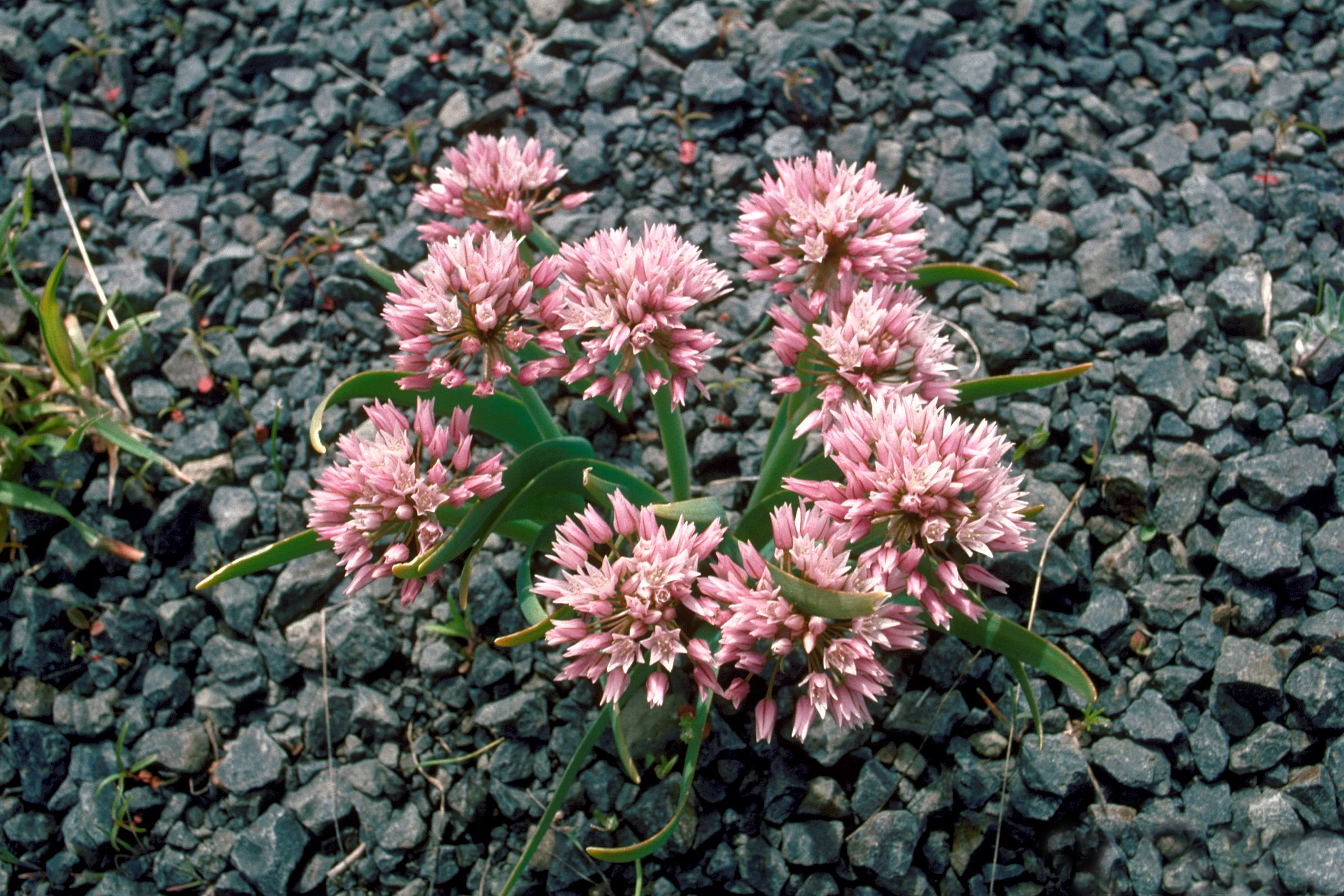
Allium macrum

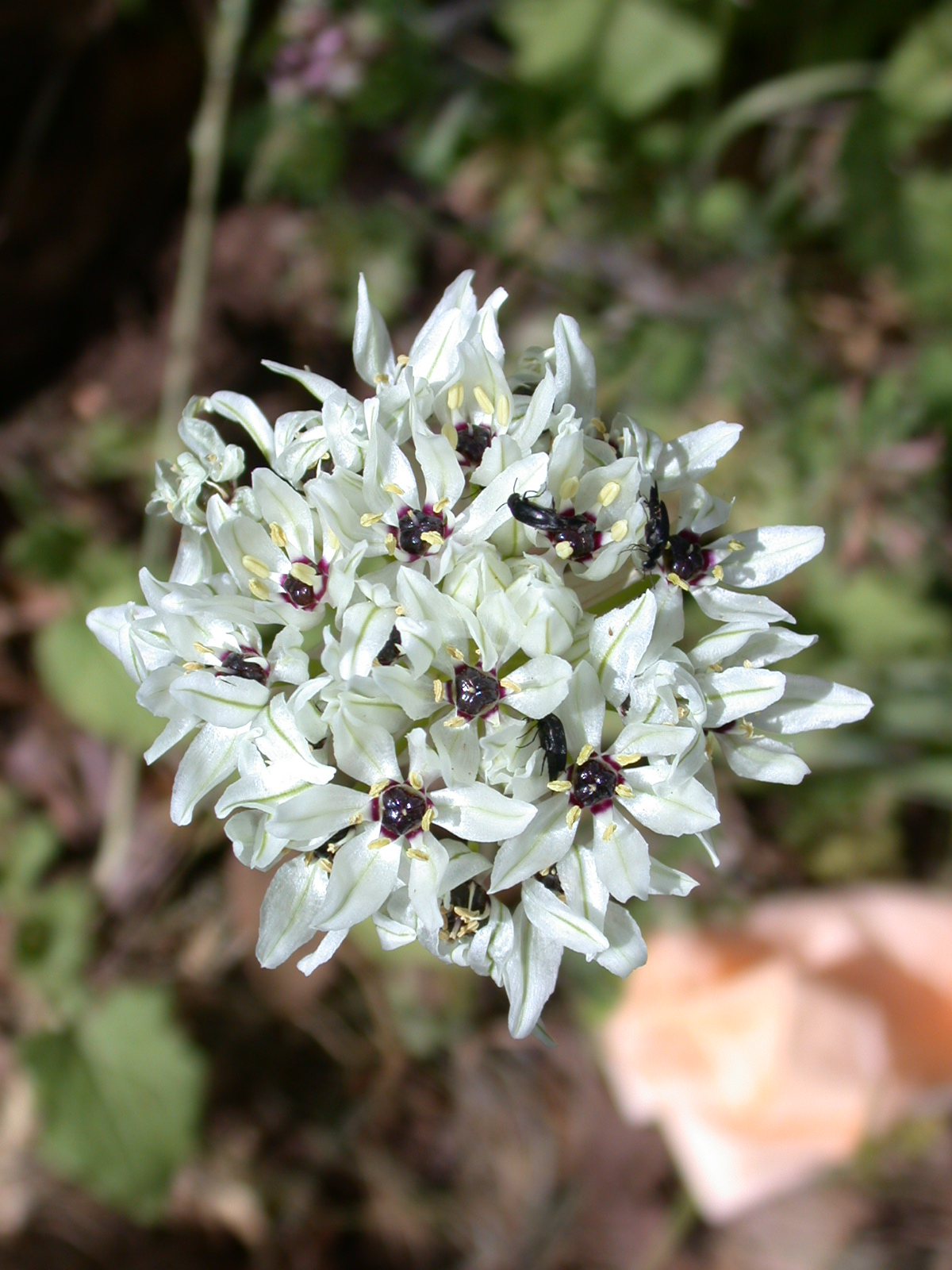
Allium meronense

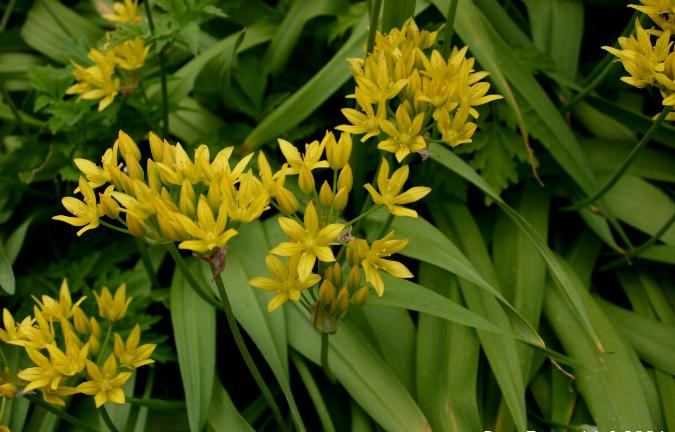
Allium moly

- Allium maackii (Maxim.) Prokh. ex Kom.
- Allium macedonicum Zahar.
- Allium machmelianum Post
- Allium macleanii Baker
- Allium macranthum Baker
- Allium macrochaetum Boiss. & Hausskn.
- Allium macropetalum Rydb.
- Allium macrostemon Bunge
- Allium macrostylum Regel
- Allium macrum S.Watson
- Allium madidum S.Watson
- Allium mairei H.Lév.
- Allium majus Vved.
- Allium malyschevii N.Friesen
- Allium maniaticum Brullo & Tzanoud.
- Allium mannii Traub & T.M.Howard
- Allium maowenense J.M.Xu
- Allium marathasicum Brullo, Pavone & Salmeri
- Allium mareoticum Bornm. & Gauba
- Allium margaritae B.Fedtsch.
- Allium margaritiferum Vved.
- Allium marginatum Janka
- Allium mariae Bordz.
- Allium marschalianum Vved.
- Allium massaessylum Batt. & Trab.)
- Allium materculae Bordz.
- Allium maximowiczii Regel
- Allium megalobulbon Regel
- Allium melanantherum Pancic
- Allium melananthum Coincy
- Allium melitense (Sommier & Caruana ex Borg) Cif. & Giacom.
- Allium melliferum Traub
- Allium membranaceum Munz & Keck ex Ownbey
- Allium meteoricum Heldr. & Hausskn.
- Allium mexicanum Traub
- Allium michoacanum Traub
- Allium micranthum Wendelbo
- Allium microdictyon Prokh.
- Allium microspathum Ekberg
- Allium minutiflorum Regel
- Allium minutum Vved.
- Allium mirum Wendelbo
- Allium mirzajevii Tscholok.
- Allium moderense R.M.Fritsch
- Allium moly L.
- Allium monanthum Maxim.
- Allium mongolicum Regel
- Allium monophyllum Vved. ex Czerniak.
- Allium montelburzense R.M.Fritsch, Salmaki & Zarre
- Allium montibaicalense N.Friesen
- Allium monticola Davidson
- Allium moschatum L. - aglio moscato
- Allium multibulbosum Jacq.
- Allium multiflorum Desf.
- Allium munzii (Ownbey & Aase) McNeal
- Allium myrianthum Boiss.

## N
- Allium nanodes Airy Shaw

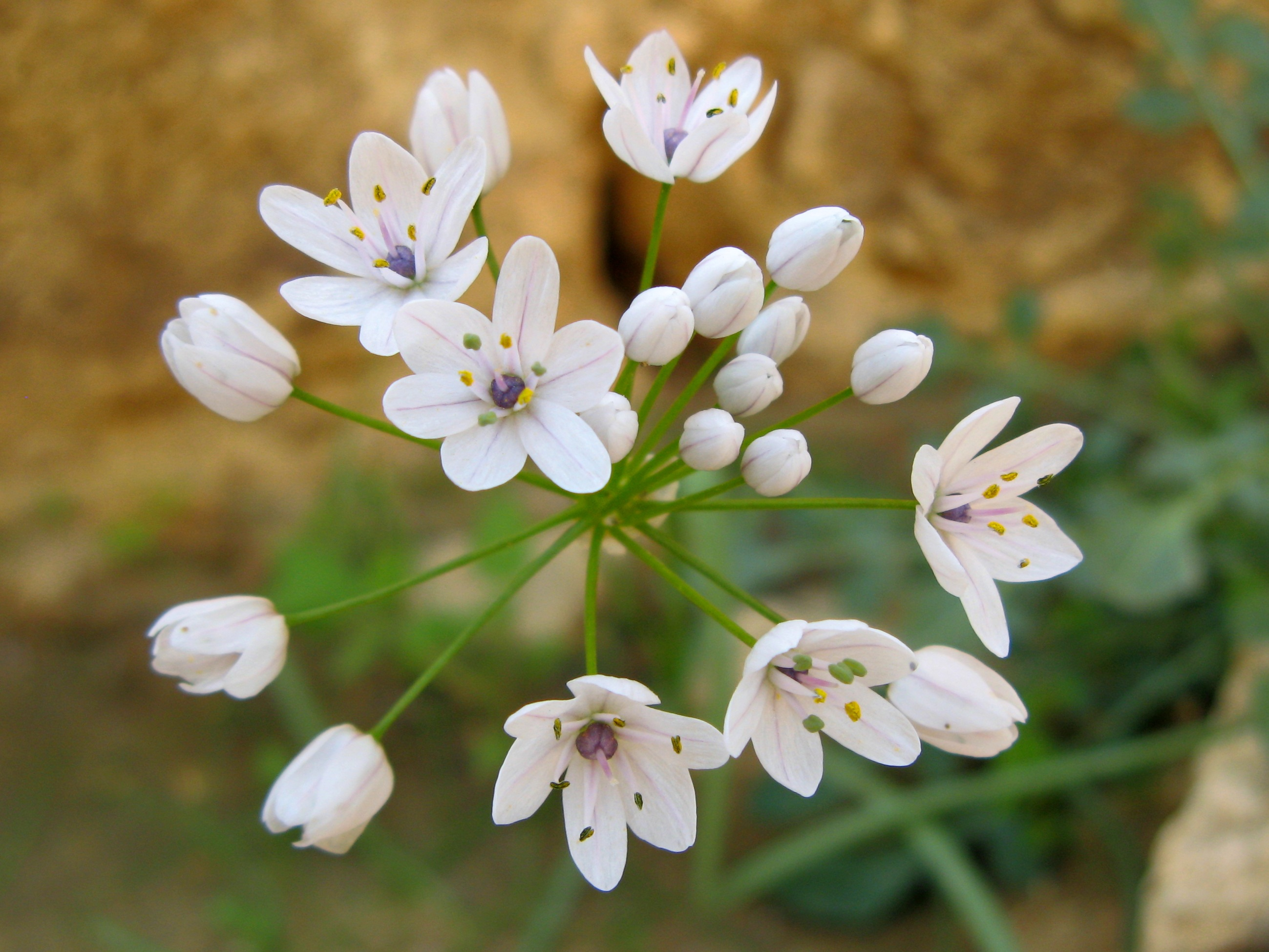
Allium neapolitanum

- Allium narcissiflorum Vill. - aglio piemontese
- Allium nathaliae Seregin
- Allium neapolitanum Cirillo - aglio napoletano
- Allium nebrodense Guss. – aglio dei Nebrodi
- Allium negevense Kollmann
- Allium nemrutdaghense Kit Tan & Sorger
- Allium neriniflorum (Herb.) G.Don
- Allium nevadense S.Watson
- Allium nevii S.Watson
- Allium nevsehirense Koyuncu & Kollmann
- Allium nevskianum Vved.
- Allium nigrum L. - aglio maggiore
- Allium noeanum Reut. ex Regel
- Allium notabile Feinbrun
- Allium nuristanicum Kitam.
- Allium nutans L.

## O
- Allium obliquum L.

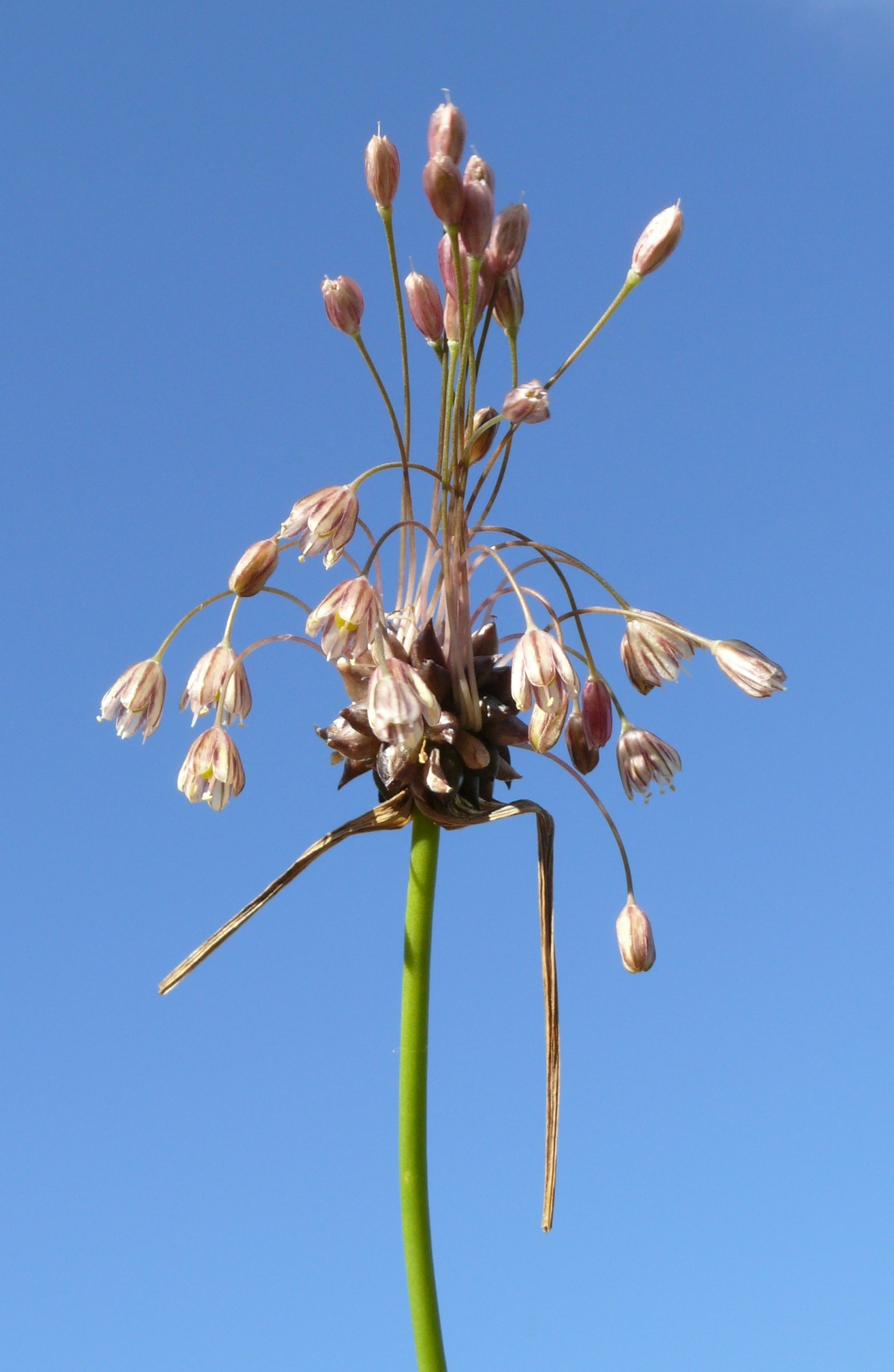
Allium oleraceum

- Allium obtusiflorum DC. - aglio marittimo
- Allium obtusum Lemmon
- Allium ochotense Prokh.
- Allium ochroleucum Waldst. & Kit. - aglio giallastro
- Allium oleraceum L. - aglio selvatico
- Allium oliganthum Kar. & Kir.
- Allium olivieri Boiss.
- Allium oltense Grossh.
- Allium olympicum Boiss.
- Allium omeiense Z.Y.Zhu
- Allium opacum Rech.f.
- Allium ophiophyllum Vved.
- Allium oporinanthum Brullo, Pavone & Salmeri
- Allium oreodictyum Vved.
- Allium oreophiloides Regel
- Allium oreophilum C.A.Mey.
- Allium oreoprasoides Vved.
- Allium oreoprasum Schrenk
- Allium oreoscordum Vved.
- Allium oreotadzhikorum R.M.Fritsch
- Allium orientale Boiss.
- Allium orunbaii F.O.Khass. & R.M.Fritsch
- Allium oschaninii O.Fedtsch.
- Allium ovalifolium Hand.-Mazz.
- Allium ownbeyi Traub

## P
- Allium paczoskianum Tuzs.
- Allium paepalanthoides Airy Shaw
- Allium palentinum Losa & P.Monts.
- Allium pallasii Murray

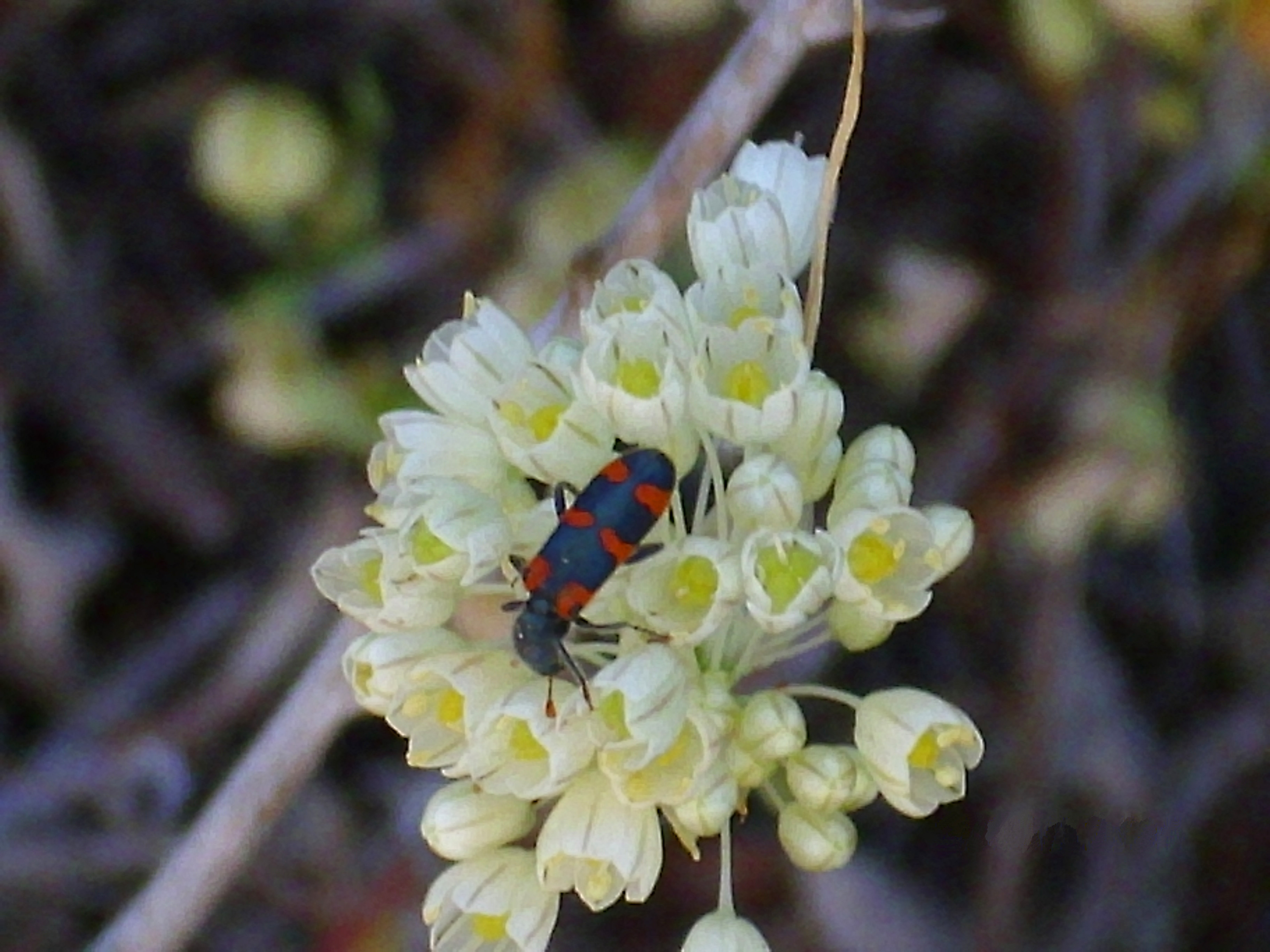
Allium pallens

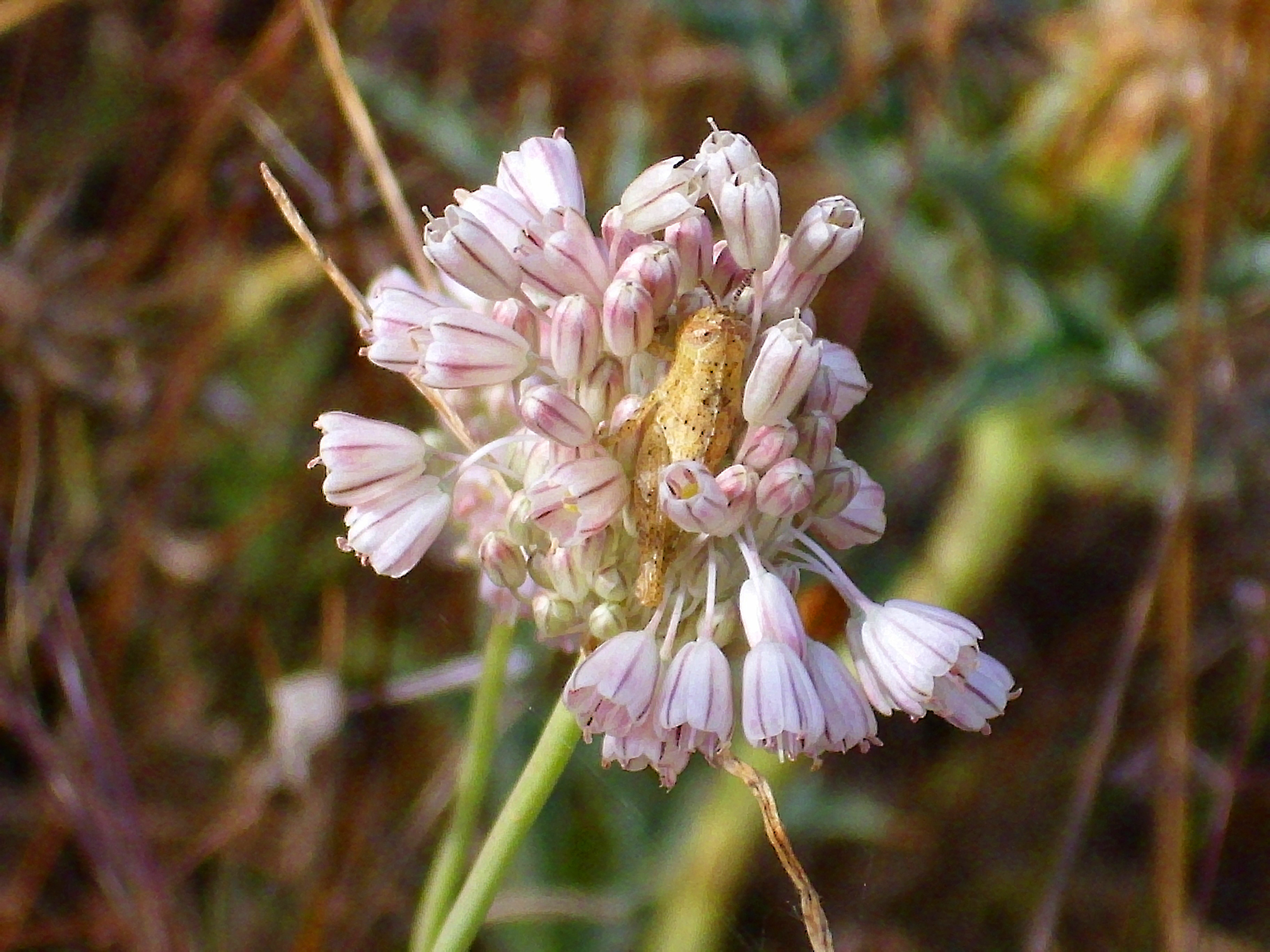
Allium paniculatum

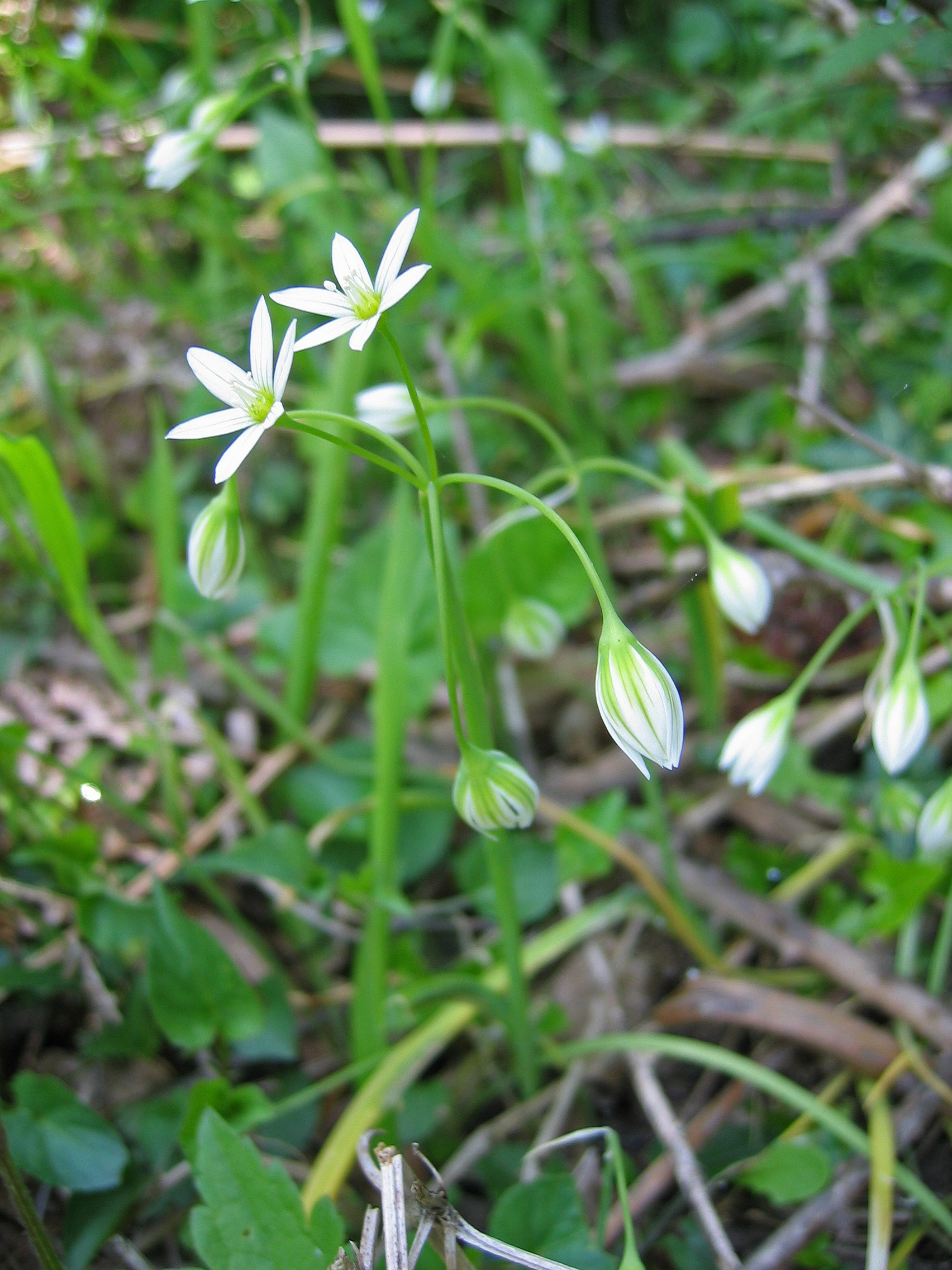
Allium pendulinum

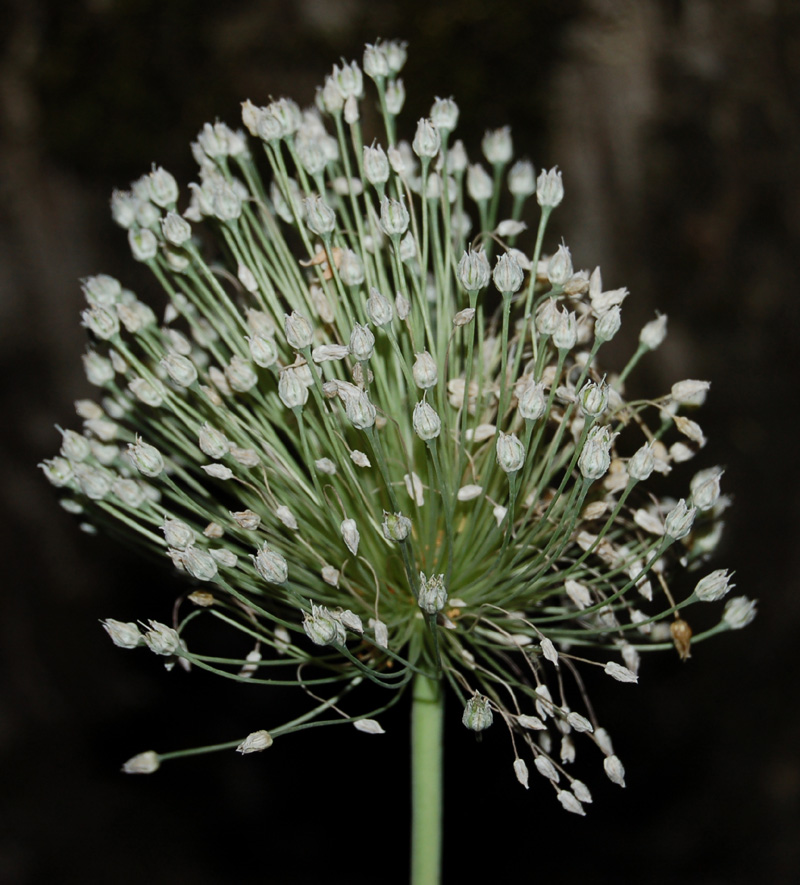
Allium polyanthum

- Allium pallens L. - aglio di Coppoler
- Allium pamiricum Wendelbo
- Allium pangasicum Turak.
- Allium paniculatum L. - aglio a pannocchia
- Allium panjaoense Wendelbo
- Allium panormitanum Brullo, Pavone & Salmeri - aglio palermitano
- Allium papillare Boiss.
- Allium paradoxum (M.Bieb.) Don
- Allium parciflorum Viv. - aglio paucifloro
- Allium pardoi Loscos
- Allium parishii S.Watson
- Allium parnassicum (Boiss.) Halácsy
- Allium parryi S.Watson
- Allium parvulum Vved.
- Allium parvum Kellogg
- Allium passeyi N.H.Holmgren & A.H.Holmgren
- Allium pelagicum Brullo, Pavone & Salmeri - aglio delle Pelagie
- Allium pendulinum Ten. - aglio pendulo
- Allium peninsulare Lemmon ex Greene
- Allium pentadactyli  Brullo, Pavone & Samp.
- Allium perdulce S.V.Fraser
- Allium permixtum Guss. - aglio migliarino
- Allium peroninianum Azn.
- Allium pervestitum Klokov
- Allium petraeum Kar. & Kir.
- Allium petri F.O.Khass. & R.M.Fritsch
- Allium pevtzovii Prokh.
- Allium phalereum Heldr. & Sart.
- Allium phanerantherum Boiss. & Hausskn.
- Allium phariense Rendle
- Allium phitosianum Brullo & al.
- Allium phrygium Boiss. & Balansa
- Allium phthioticum Boiss. & Heldr. ex Boiss. - aglio di Ftiotide
- Allium pictistamineum O.Schwarz
- Allium pilosum Sibth. & Sm.
- Allium platakisii Tzanoud. & Kypr.
- Allium platycaule S.Watson
- Allium platyspathum Schrenk
- Allium plummerae S.Watson
- Allium plurifoliatum Rendle
- Allium podolicum Blocki ex Racib. & Szafer
- Allium pogonotepalum Wendelbo
- Allium polyanthum Schult. & Schult.f.
- Allium polyanthum Schult. & Schult.f.
- Allium ponticum Miscz. ex Grossh.
- Allium popovii Vved.
- Allium porrum L. - Porro
- Allium potosiense Traub
- Allium praecox Brandegee
- Allium praemixtum Vved.
- Allium prattii C.H.Wright
- Allium proponticum Stearn & Özhatay
- Allium prostratum Trevir.
- Allium protensum Wendelbo
- Allium pruinatum Link ex Spreng.
- Allium przewalskianum Regel
- Allium psebaicum Mikheev
- Allium pseudoalbidum N.Friesen & Özhatay
- Allium pseudoampeloprasum Miscz. ex Grossh.
- Allium pseudobodeanum R.M.Fritsch & Matin
- Allium pseudocalyptratum Mouterde
- Allium pseudoflavum Vved.
- Allium pseudofraseri T.M.Howard
- Allium pseudophanerantherum Rech.f.
- Allium pseudostamineum Kollmann & Shmida
- Allium pseudostrictum Albov
- Allium pseudowinklerianum R.M.Fritsch & F.O.Khass.
- Allium pskemense B.Fedtsch.
- Allium pueblanum Traub
- Allium pumilum Vved.
- Allium punctum L.F.Hend.
- Allium pustulosum Boiss. & Hausskn.
- Allium pyrenaicum Costa & Vayr.

## Q
- Allium qasyunense Mouterde

## R
- Allium ramazanicum Parsa
- Allium ramosum L.
- Allium rausii Brullo & al.
- Allium rechingeri Wendelbo

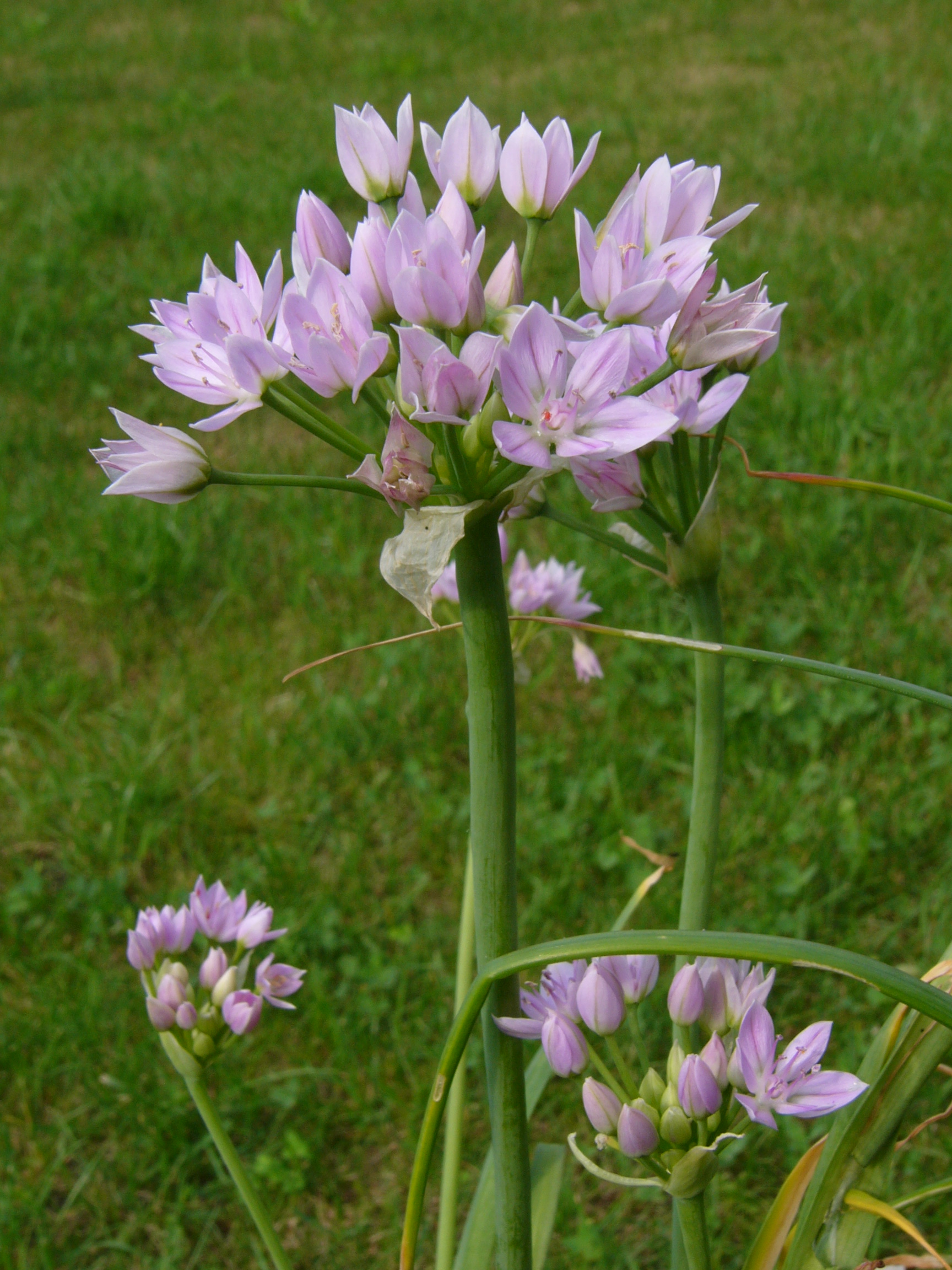
Allium roseum

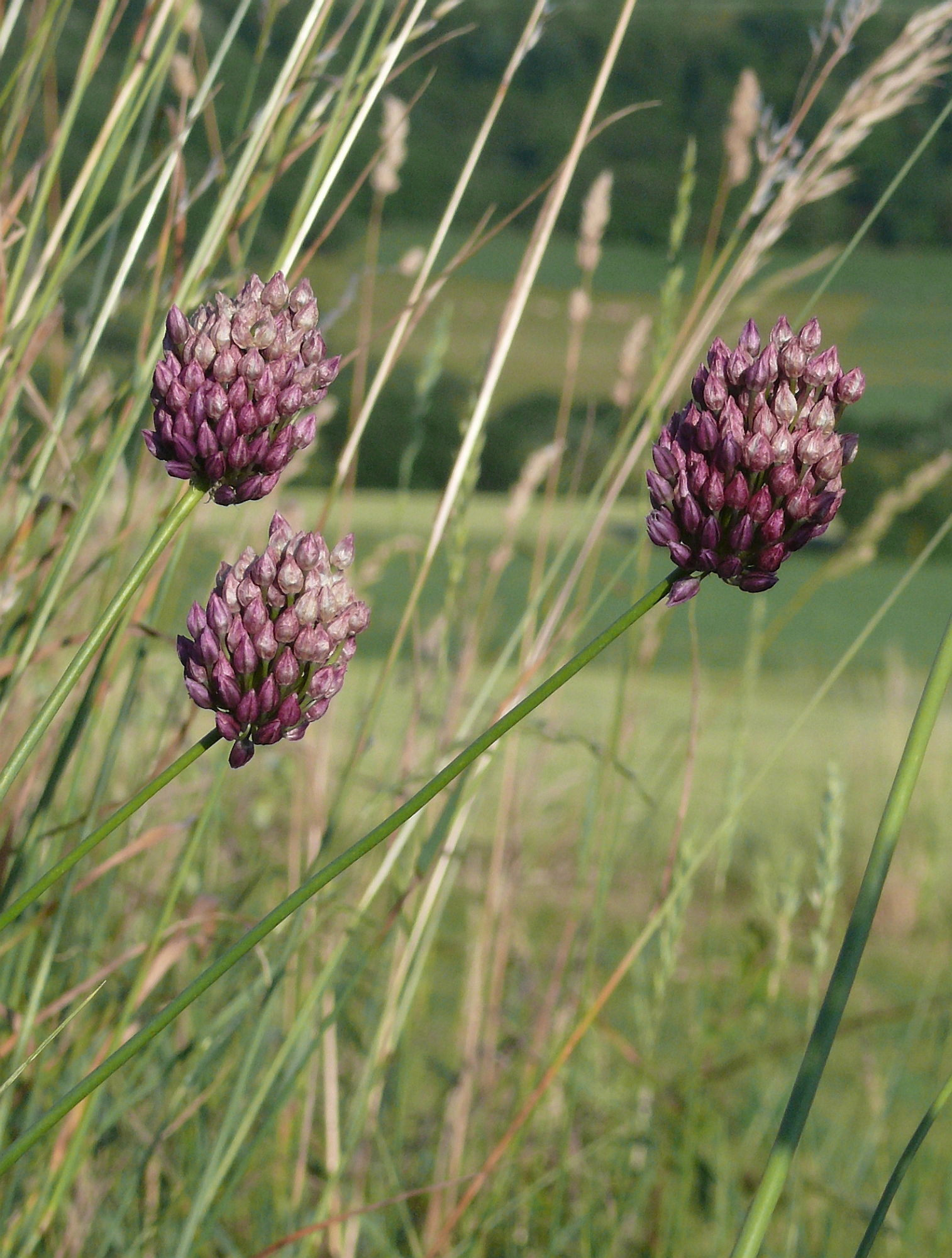
Allium rotundum

- Allium reconditum Pastor, Valdés & J.M.Muñoz
- Allium regelianum A.K.Becker
- Allium regelii Trautv.
- Allium registanicum Wendelbo
- Allium retrorsum (Özhatay & Kollmann) Brullo, Guglielmo, Pavone & Salmeri
- Allium reuterianum Boiss.
- Allium rhabdotum Stearn
- Allium rhetoreanum Nábelek
- Allium rhizomatum Wooton & Standl.
- Allium rhodiacum Brullo, Pavone & Salmeri
- Allium rhodopeum Velen.
- Allium rhynchogynum Diels
- Allium ritsi Iatroú & Tzanoud.
- Allium robertianum Kollmann
- Allium robinsonii L.F.Hend.
- Allium roborowskianum Regel
- Allium robustum Kar. & Kir.
- Allium rollovii Grossh.
- Allium rosenbachianum Regel
- Allium rosenorum R.M.Fritsch
- Allium roseum L. - aglio roseo
- Allium rothii Zucc.
- Allium rotundum L. – aglio arrotondato
- Allium rouyi Gaut.
- Allium roylei Stearn
- Allium rubellum M.Bieb.
- Allium rubens Schrad. ex Willd.
- Allium rubrovittatum Boiss. & Heldr.
- Allium rude J.M.Xu
- Allium ruhmerianum Asch. ex E.A.Durand & Barratte
- Allium runemarkii Trigas & Tzanoud.
- Allium runyonii Ownbey
- Allium rupestre Steven
- Allium rupestristepposum N.Friesen
- Allium rupicola Boiss. ex Mouterde

## S
- Allium sabulosum Steven ex Bunge
- Allium sabzakense Wendelbo
- Allium sacculiferum Maxim.
- Allium sairamense Regel

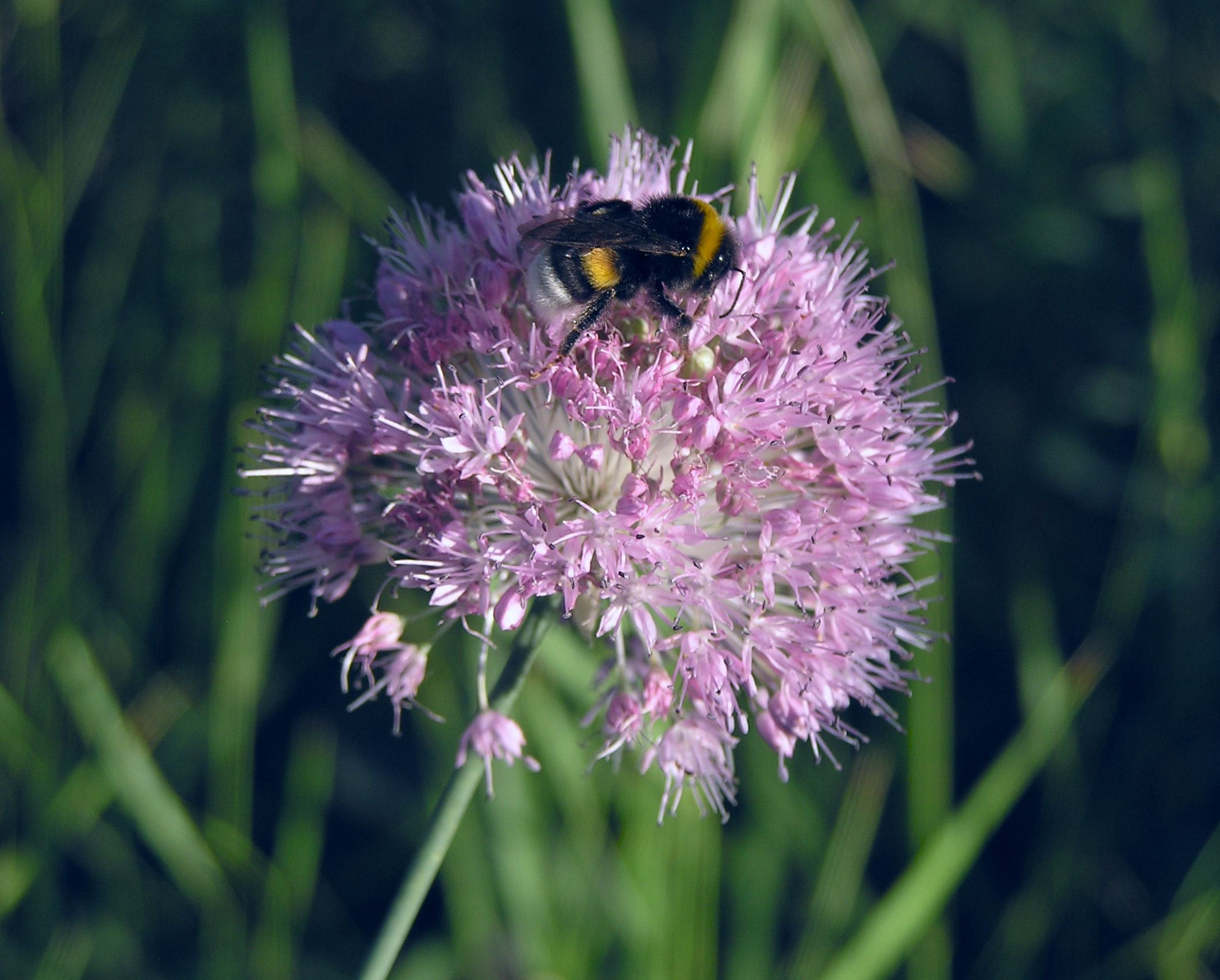
Allium saxatile

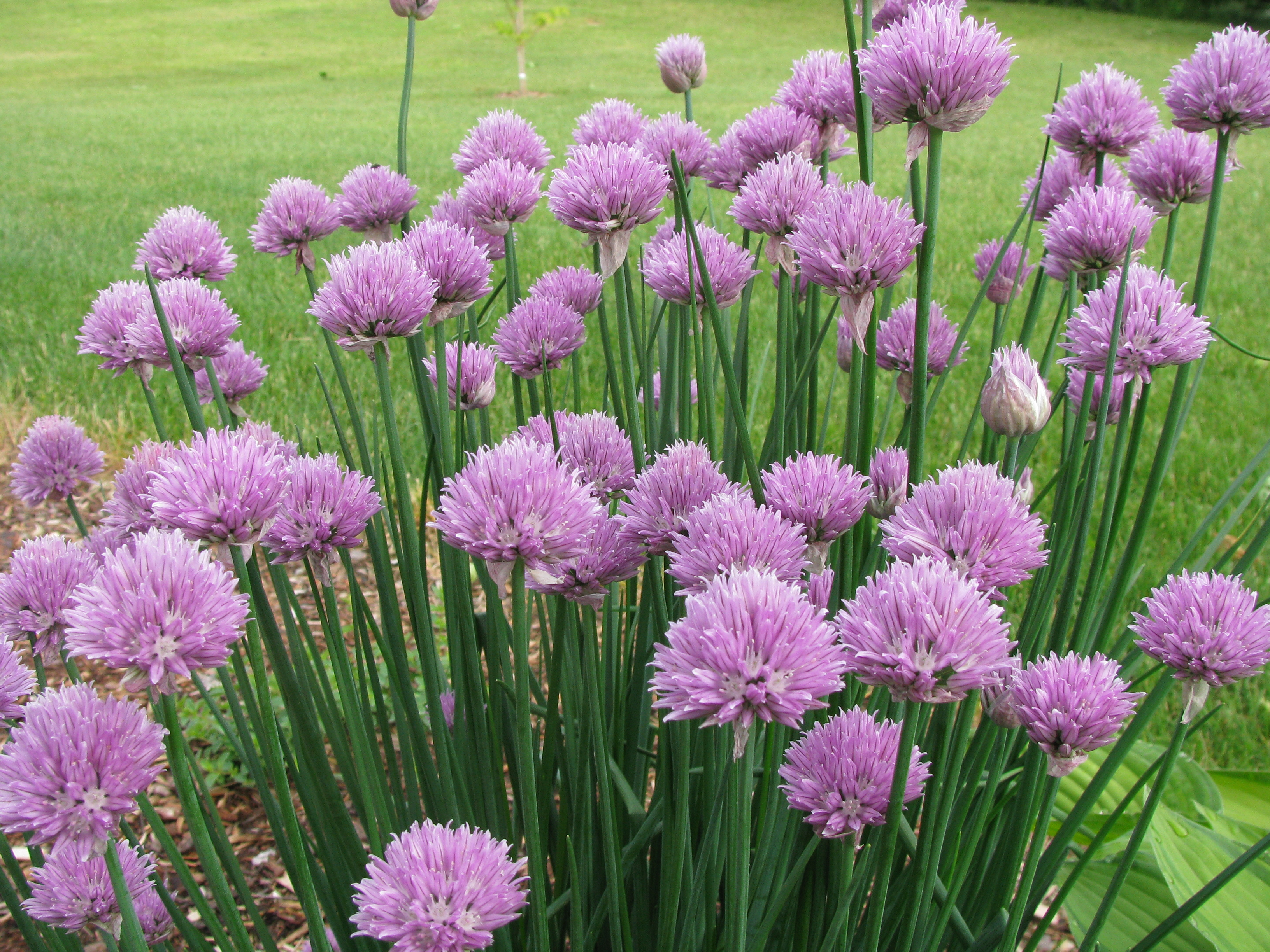
Allium schoenoprasum

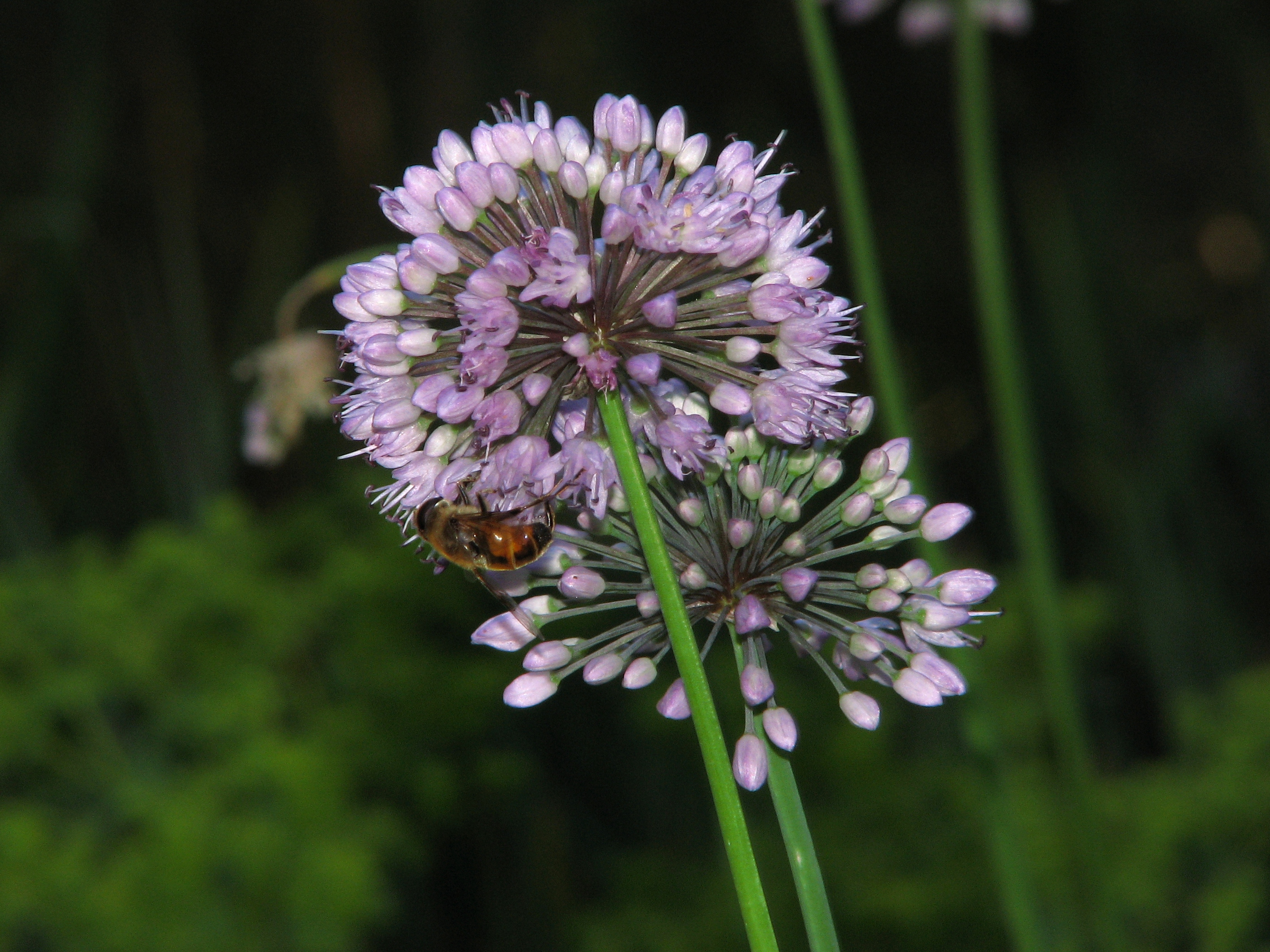
Allium senescens

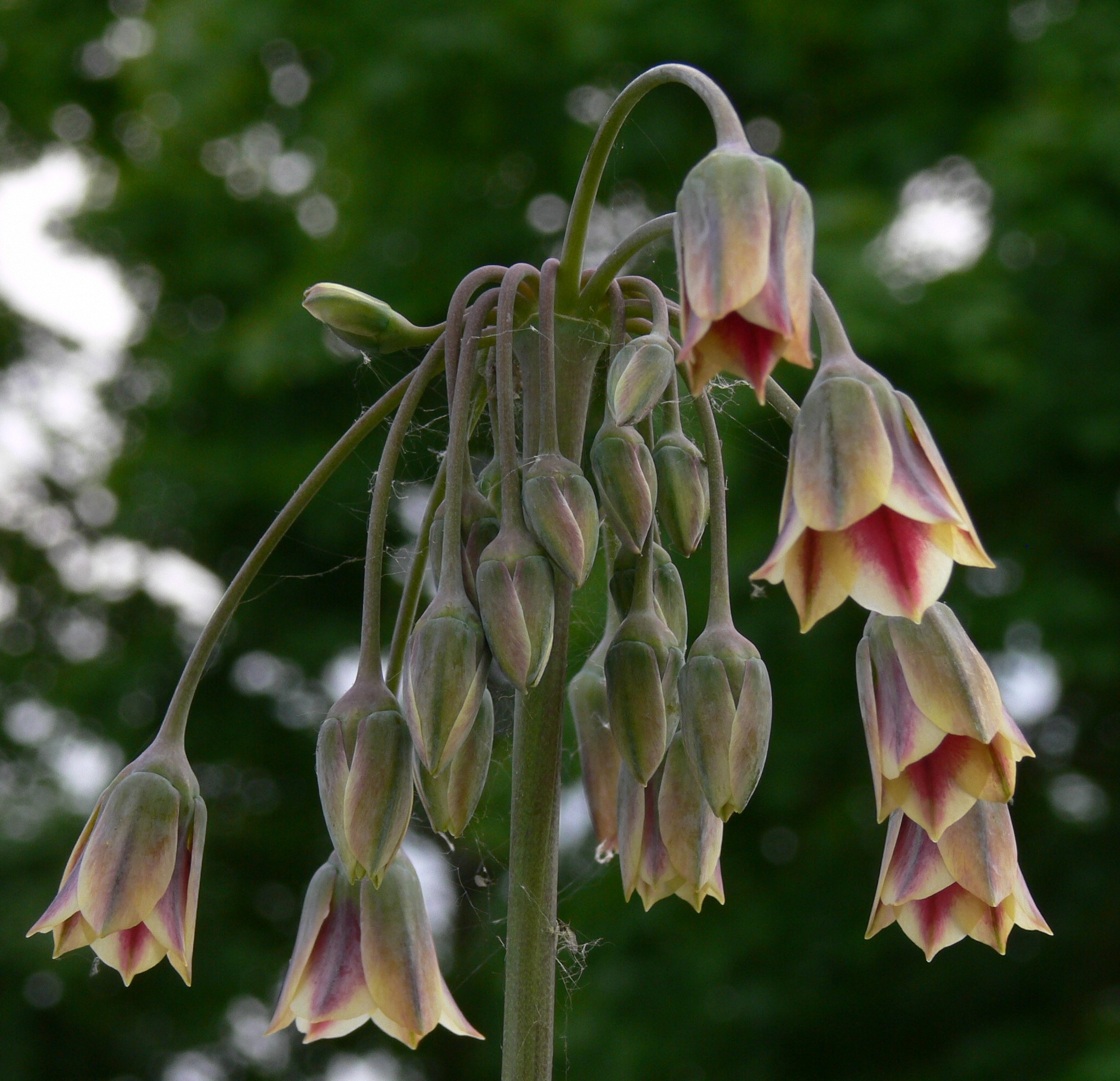
Allium siculum

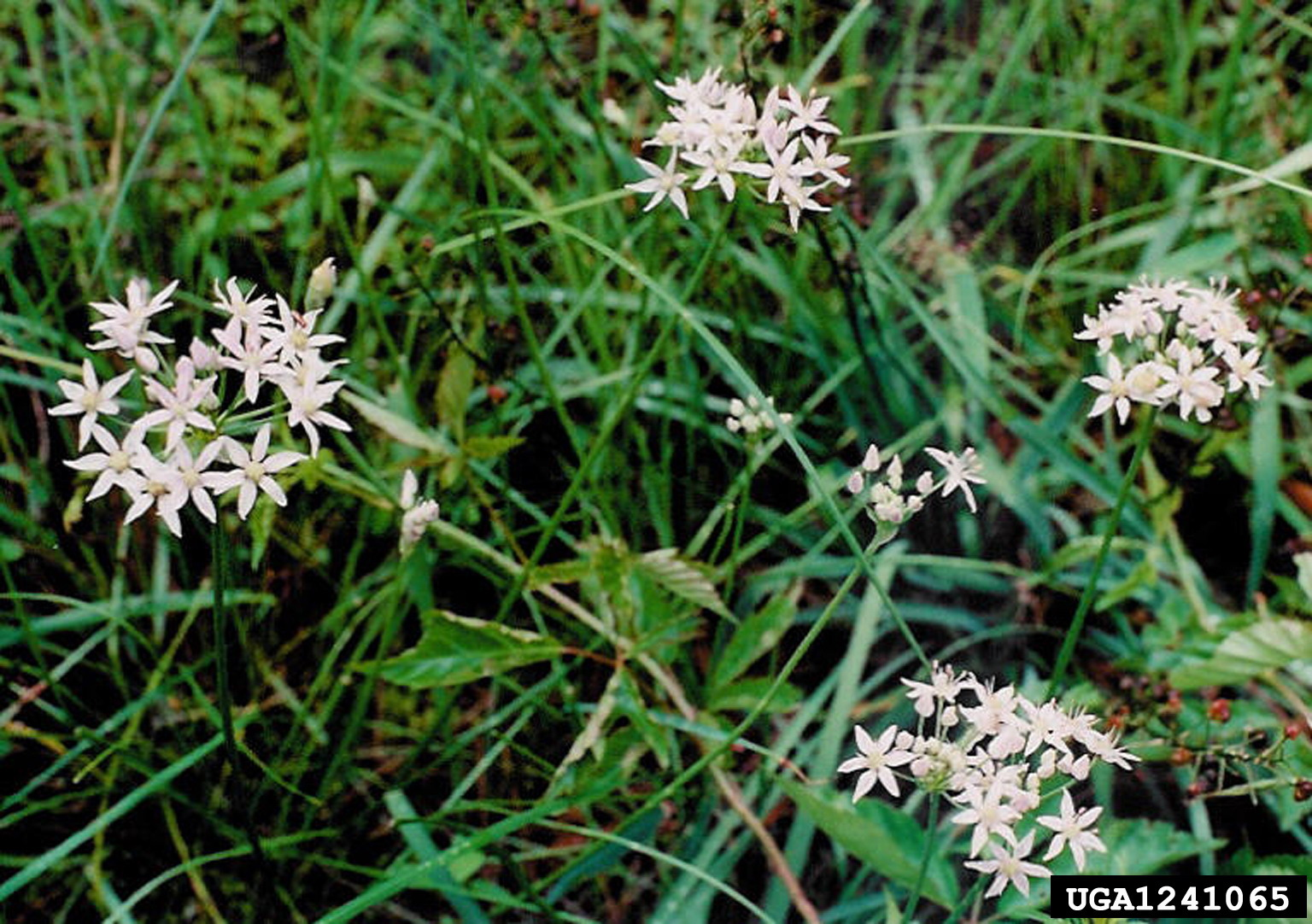
Allium speculae

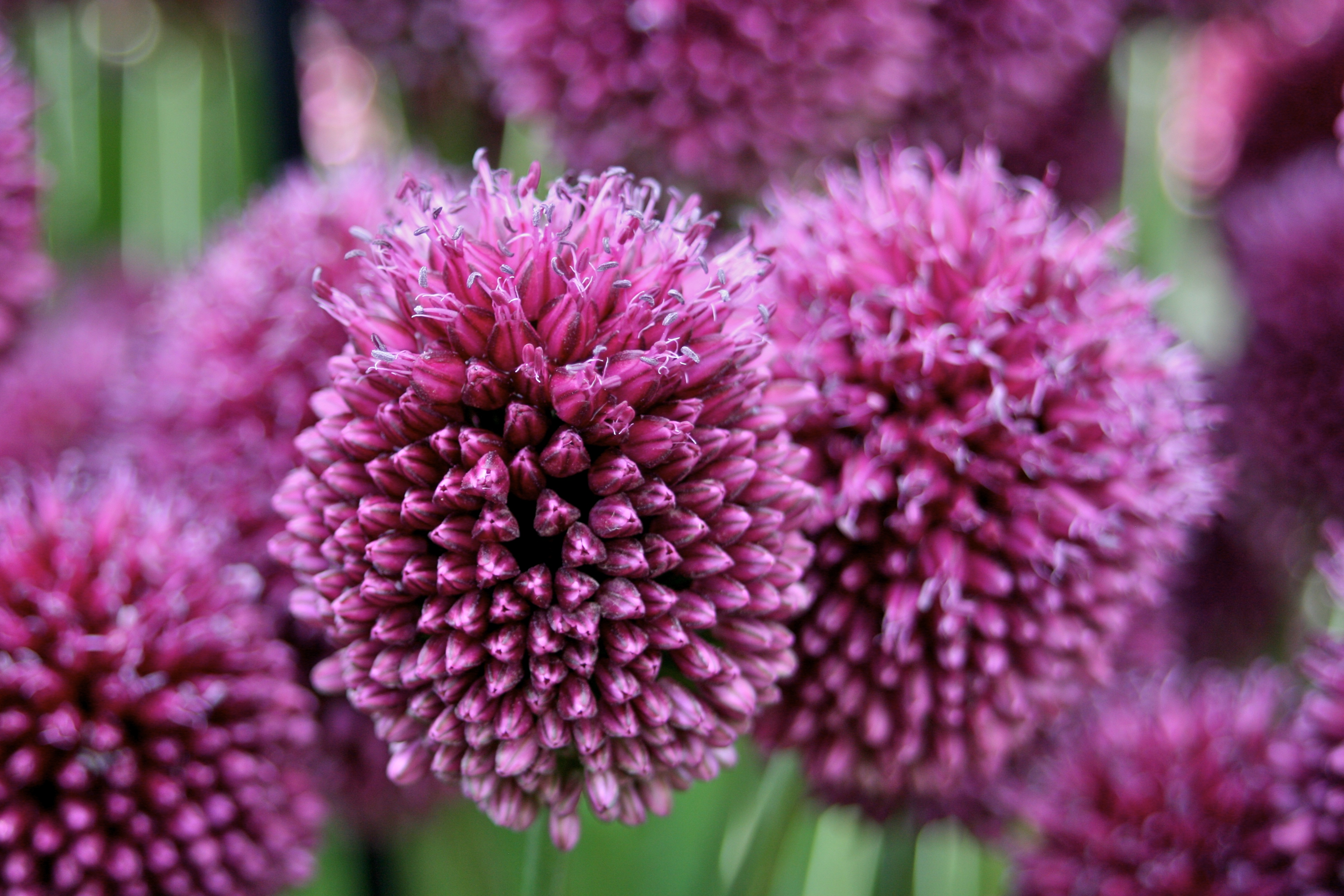
Allium sphaerocephalon

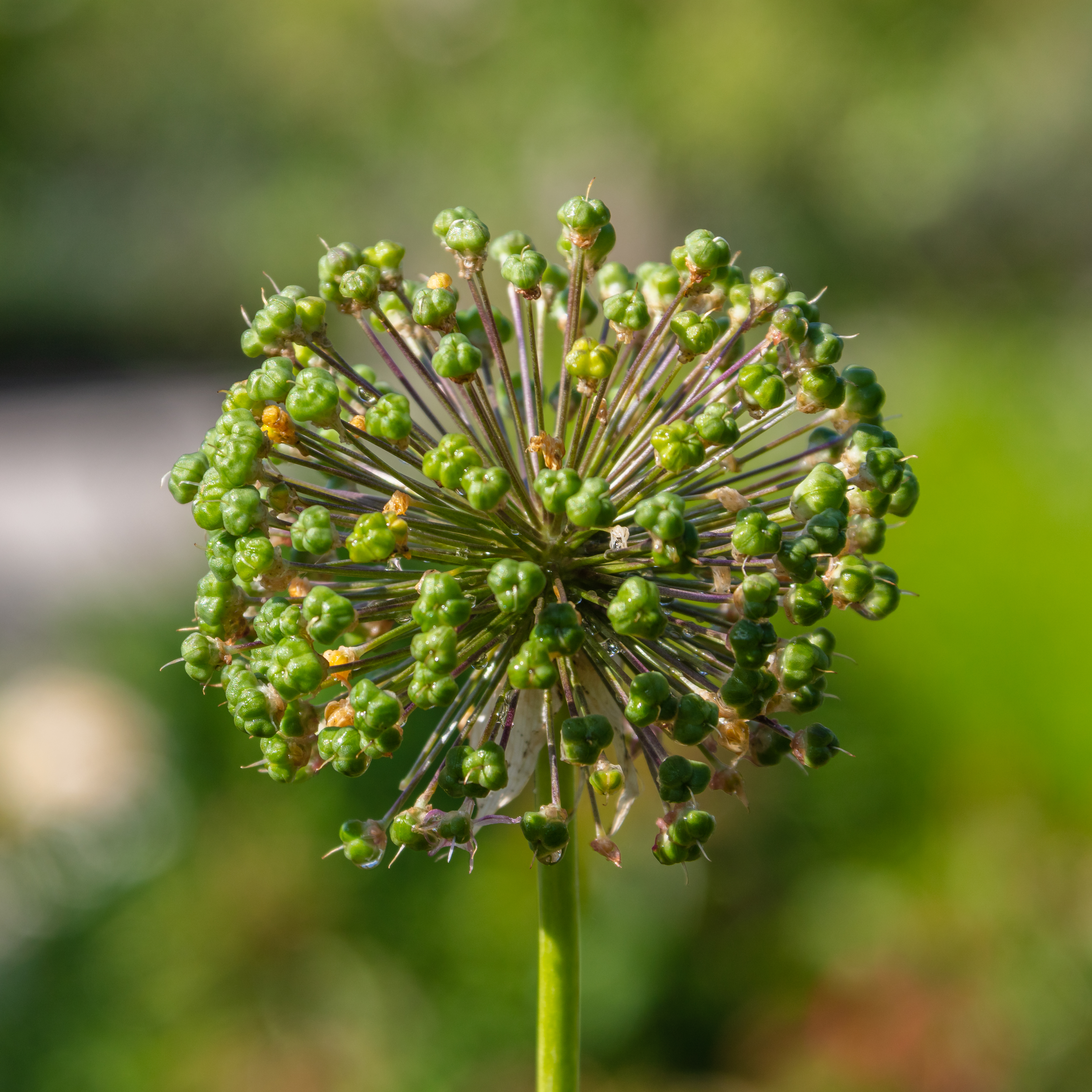
Allium stipitatum

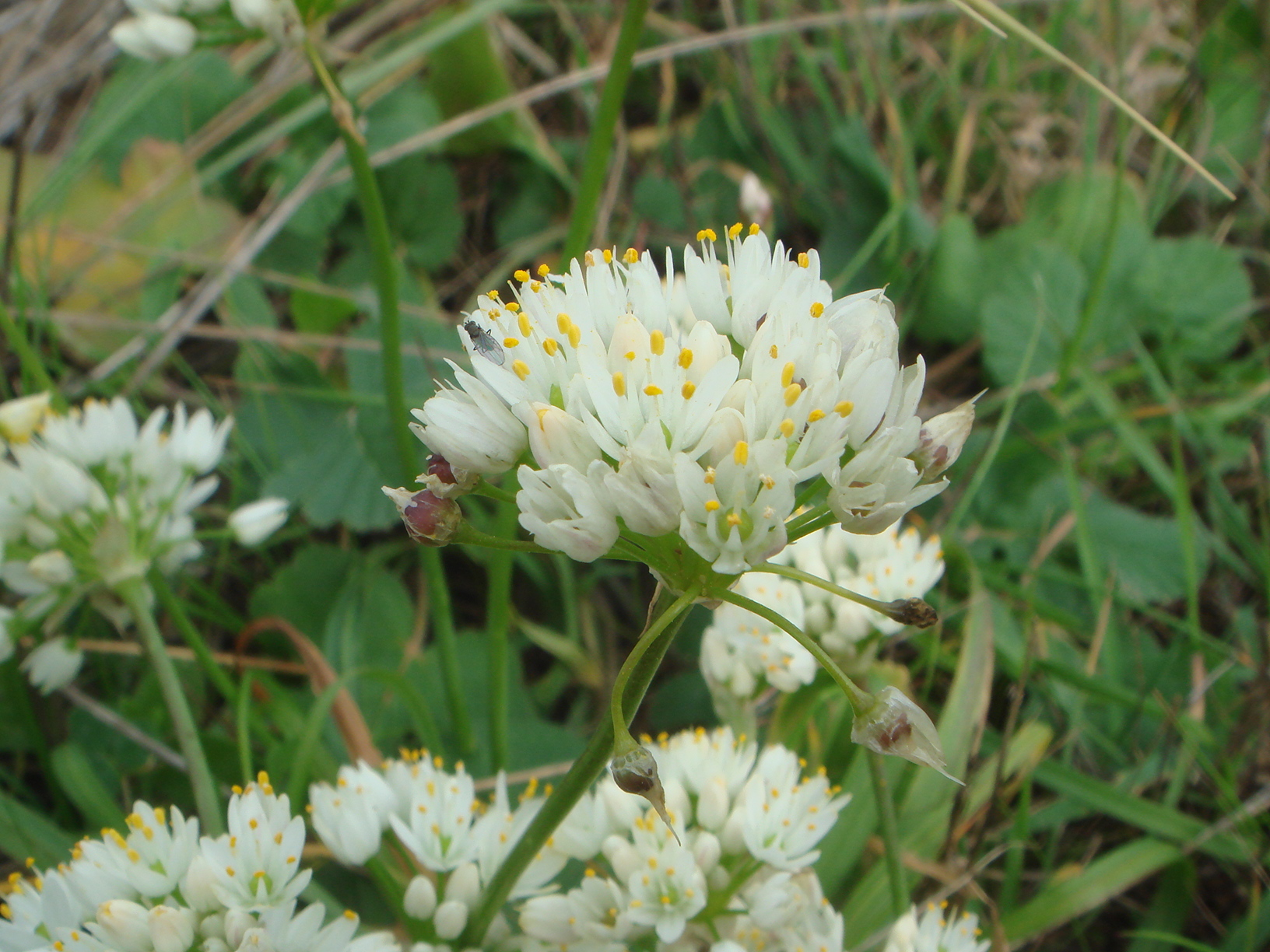
Allium subvillosum

- Allium salinum A.I.Baranov & Skvortsov
- Allium samniticum Brullo, Pavone & Salmeri - aglio sannitico
- Allium samothracicum Tzanoud., Strid & Kit Tan
- Allium samurense Cholokashvili
- Allium sanbornii Alph.Wood
- Allium sandrasicum Kollmann, Özhatay & Bothmer
- Allium sannineum Gomb.
- Allium saposhnikovii Nikitina
- Allium saralicum R.M.Fritsch
- Allium sarawschanicum Regel
- Allium sardoum Moris - aglio di Sardegna
- Allium sativum L. - aglio comune
- Allium savii Parl.
- Allium saxatile M.Bieb. - aglio globoso
- Allium scaberrimum J.Serres
- Allium scabriflorum Boiss.
- Allium scabriscapum Boiss.
- Allium schachimardanicum Vved.
- Allium schergianum Boiss.
- Allium schischkinii Sobolevsk
- Allium schmitzii Cout.
- Allium schoenoprasoides Regel
- Allium schoenoprasum L. - erba cipollina
- Allium schrenkii Regel
- Allium schubertii Zucc.
- Allium schugnanicum Vved.
- Allium scilloides Douglas ex S.Watson
- Allium scorodoprasum L. - aglio romano
- Allium scorzonerifolium Desf. ex DC.
- Allium scotostemon Wendelbo
- Allium scrobiculatum Vved.
- Allium semenovii Regel
- Allium semenowii Regel
- Allium senescens L.
  - Allium senescens subsp. senescens
  - Allium senescens subsp. glaucum (Regel) Dostál
- Allium sergii Vved.
- Allium serra McNeal & Ownbey
- Allium setifolium Schrenk
- Allium severtzovioides R.M.Fritsch
- Allium sewerzowii Regel
- Allium sharsmithiae (Ownbey & Aase) McNeal
- Allium shatakiense Rech.f.
- Allium shelkovnikovii Grossh.
- Allium shevockii McNeal
- Allium sibthorpianum Schult. & Schult.f.
- Allium siculum Ucria
- Allium sieheanum Hausskn. ex Kollmann
- Allium sikkimense Baker
- Allium simillimum L.F.Hend.
- Allium sinaiticum Boiss.
- Allium sindjarense Boiss. & Hausskn. ex Regel
- Allium sinkiangense F.T.Wang & Y.C.Tang
- Allium sintenisii Freyn
- Allium siphonanthum J.M.Xu
- Allium sipyleum Boiss.
- Allium siskiyouense Munz & Keck ex Ownbey
- Allium sivasicum Özhatay & Kollmann
- Allium sochense R.M.Fritsch & Turak.
- Allium songpanicum J.M.Xu
- Allium sordidiflorum Vved.
- Allium sosnovskyanum Miscz. ex Grossh.
- Allium spathaceum Steud. ex A.Rich.
- Allium spathulatum F.O.Khass. & R.M.Fritsch
- Allium speculae Ownbey & Aase
- Allium sphaerocephalon L. - aglio delle bisce
  - Allium sphaerocephalon subsp. sphaerocephalon
  - Allium sphaerocephalon subsp. arvense (Guss.) Arcang.
  - Allium sphaerocephalon subsp. laxiflorum (Guss.) Giardina & Raimondo
  - Allium sphaerocephalon subsp. trachypus (Boiss. & Spruner) Stearn
- Allium spicatum (Prain) N.Friesen
- Allium spirale Willd.
- Allium spirophyllum Wendelbo
- Allium splendens Willd. ex Schult. & Schult.f.
- Allium sprengeri Regel
- Allium spurium G.Don
- Allium stamineum Boiss.
- Allium staticiforme Sibth. & Sm.
- Allium stearnianum Koyuncu, Özhatay & Kollmann
- Allium stellatum Nutt. ex Ker Gawl.
- Allium stellerianum Willd.
- Allium stenodon Nakai & Kitag.
- Allium stenopetalum Boiss. & Kotschy
- Allium stephanophorum Vved.
- Allium stipitatum Regel - scalogno persiano
- Allium stocksianum Boiss.
- Allium stoloniferum Ownbey ex T.D.Jacobson
- Allium stracheyi Baker
- Allium strictum Schrad. - aglio sottile
- Allium struzlianum Ogan.
- Allium stylosum O.Schwarz
- Allium suaveolens Jacq. - aglio odoroso
- Allium subangulatum Regel
- Allium subhirsutum L. - aglio pelosetto
- Allium subnotabile Wendelbo
- Allium subteretifolium Traub
- Allium subtilissimum Ledeb.
- Allium subvillosum Salzm. ex Schult. & Schult.f. - aglio subvilloso
- Allium sulphureum Vved.
- Allium suworowii Regel
- Allium svetlanae Vved. ex Filim.
- Allium synnotii G.Don
- Allium szovitsii Regel

## T
- Allium taciturnum Vved.
- Allium taeniopetalum Popov & Vved.
- Allium taishanense J.M.Xu
- Allium talassicum Regel
- Allium talijevii Klokov

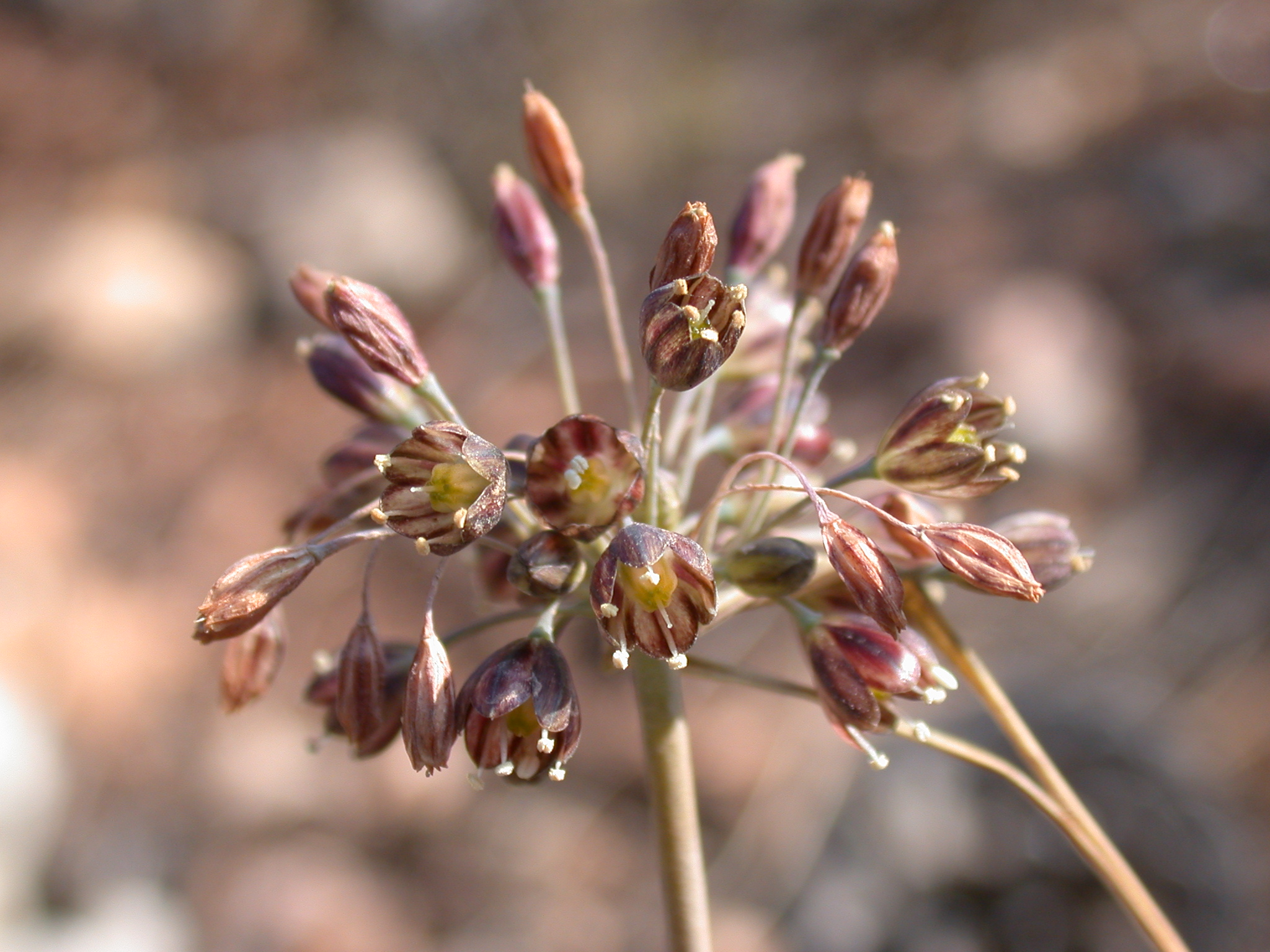
Allium tardiflorum

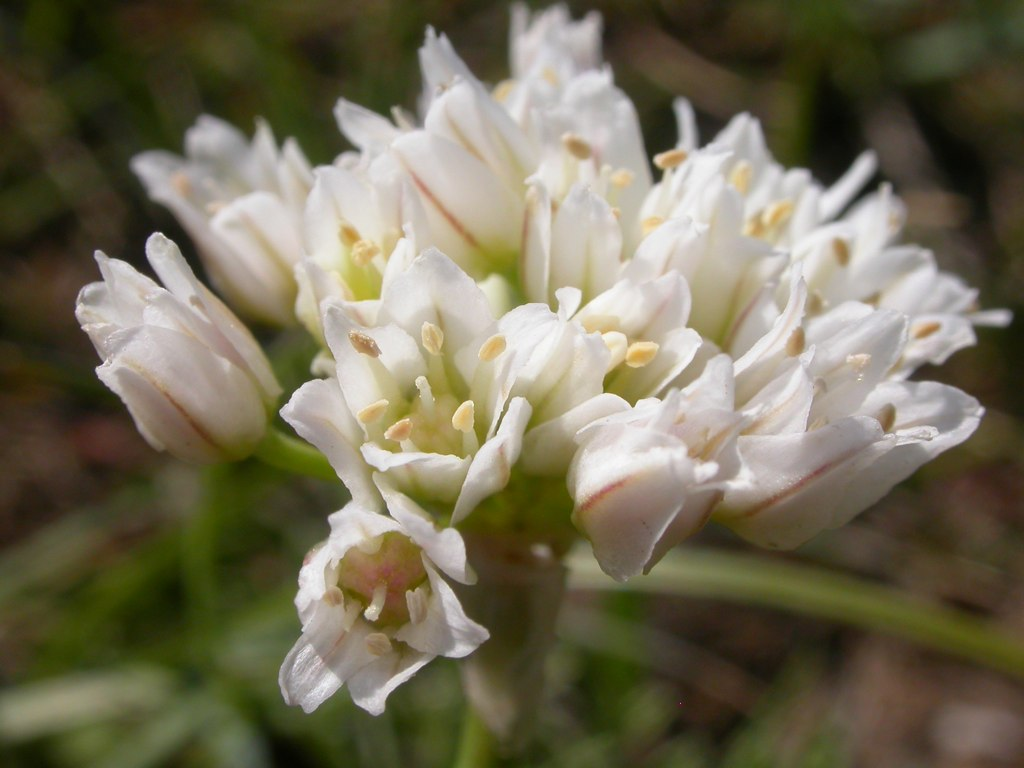
Allium textile

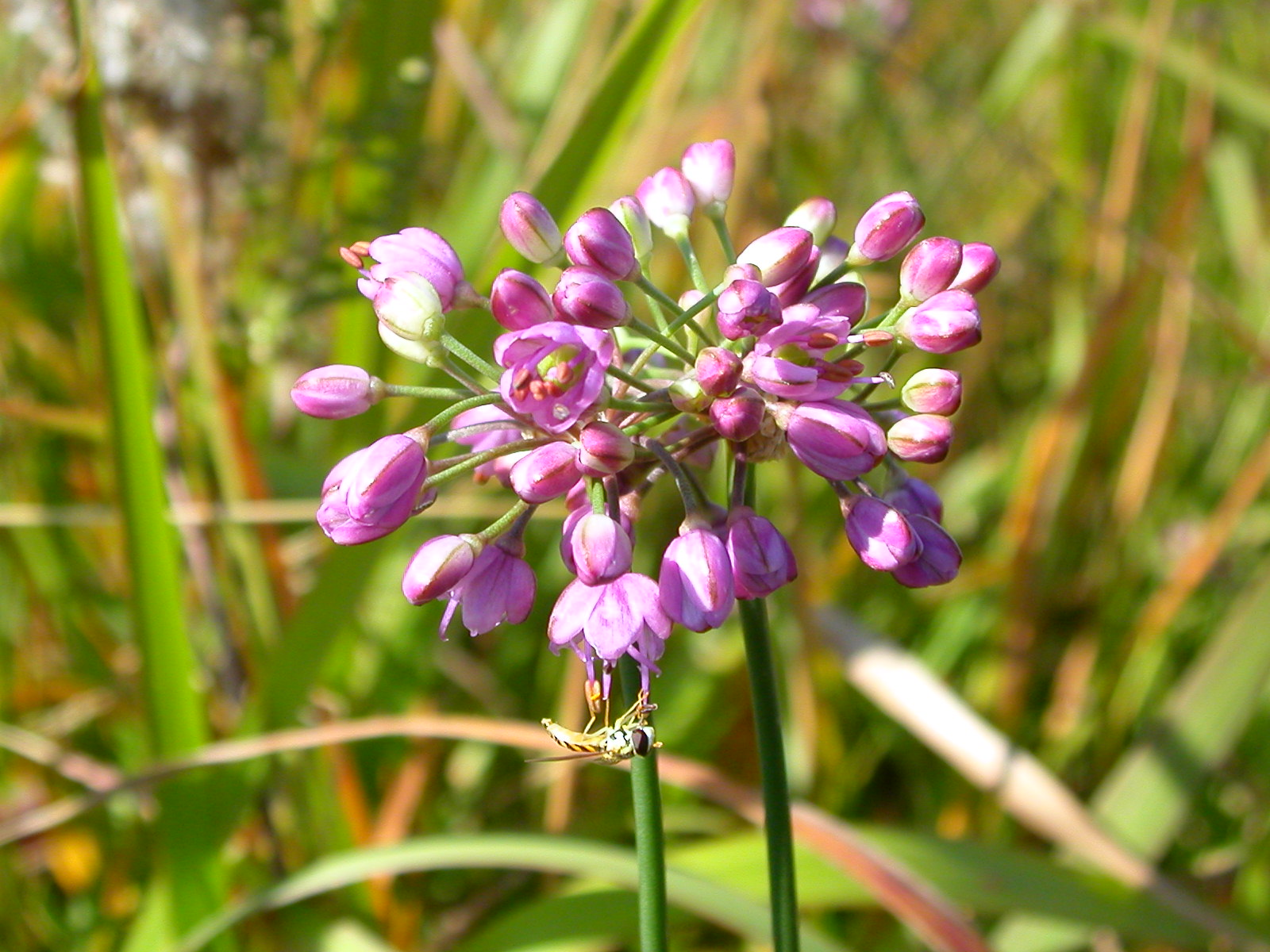
Allium thunbergii

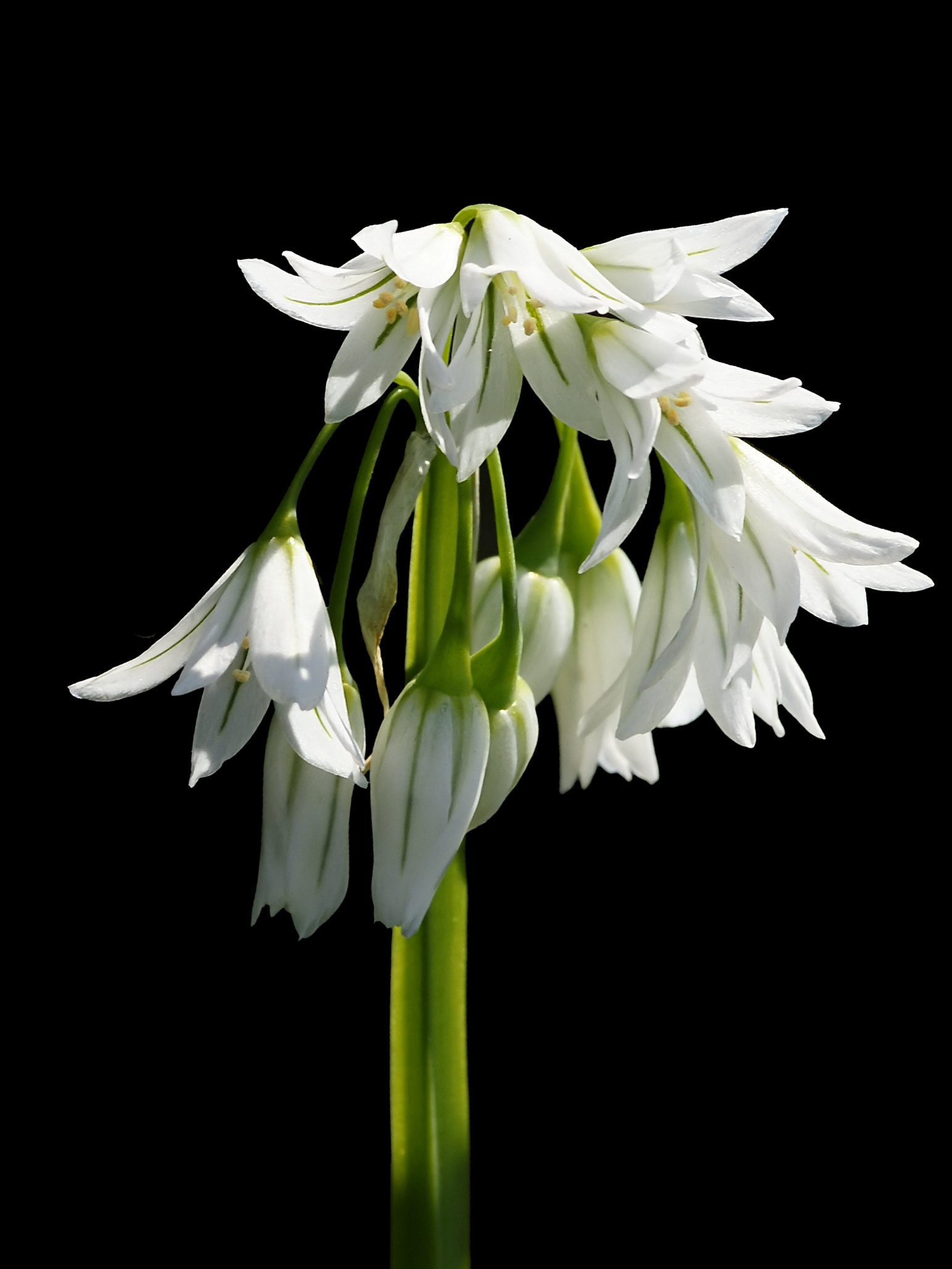
Allium triquetrum

- Allium talyschense Miscz. ex Grossh.
- Allium tanguticum Regel
- Allium tardans Greuter & Zahar.
- Allium tardiflorum F.Kollmann & Shmida
- Allium tashkenticum F.O.Khass. & R.M.Fritsch
- Allium tauricola Boiss.
- Allium tauricum Pall. ex G. Don fil
- Allium tchihatschewii Boiss.
- Allium tekesicola Regel
- Allium tel-avivense Eig
- Allium telaponense Traub
- Allium telmatum Bogdanovic, Brullo, Giusso & Salmeri
- Allium tenuicaule Regel
- Allium tenuiflorum Ten. – aglio a fiori sottili
- Allium tenuissimum L.
- Allium teretifolium Regel
- Allium texanum T.M.Howard
- Allium textile A.Nelson & J.F.Macbr.
- Allium thessalicum Brullo & al.
- Allium thunbergii G.Don
- Allium tianschanicum Rupr.
- Allium togashii H.Hara
- Allium tokaliense Kamelin & Levichev
- Allium tolmiei Baker
- Allium tourneuxii Chabert
- Allium trachycoleum Wendelbo
- Allium trachyscordum Vved.
- Allium transvestiens Vved.
- Allium traubii T.M.Howard
- Allium trautvetterianum Regel
- Allium tribracteatum Torr.
- Allium trichocnemis J.Gay
- Allium tricoccum Sol.
- Allium trifoliatum Cirillo - aglio a tre foglie
- Allium trifurcatum (F.T.Wang & Tang) J.M.Xu
- Allium tripedale Trautv.
- Allium tripterum Nasir
- Allium triquetrum L. - aglio triquetro
- Allium truncatum (Feinbrun) F.Kollmann & D.Zohary
- Allium tschimganicum B.Fedtsch.
- Allium tschulaktavicum Bajtenov & Nelina
- Allium tubergenii Freyn
- Allium tuberosum Rottler ex Spreng. - aglio cinese
- Allium tubiflorum Rendle
- Allium tuchalense F.O.Khass. & Noroozi
- Allium tulipifolium Ledeb.
- Allium tuncelianum (Kollmann) Özhatay, B.Mathew & Siraneci
- Allium tuolumnense (Ownbey & Aase) S.S.Denison & McNeal
- Allium turcicum Özhatay & Cowley
- Allium turcomanicum Regel
- Allium turkestanicum Regel
- Allium turtschicum Regel
- Allium tuvinicum (N.Friesen) N.Friesen
- Allium tytthanthum Vved.
- Allium tytthocephalum Schult. & Schult.f.

## U

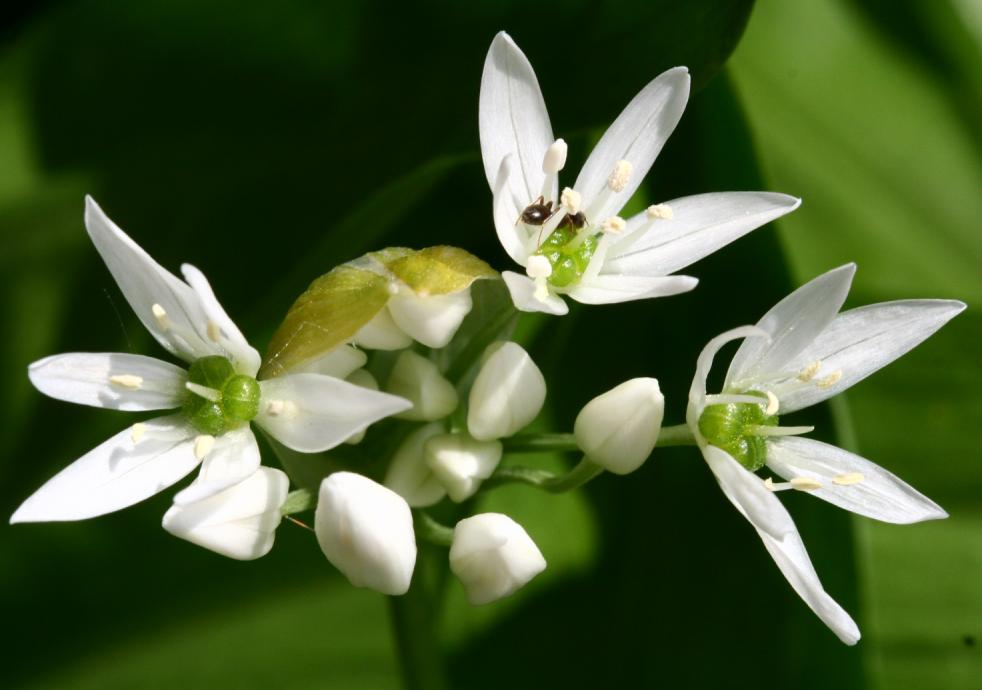
Allium ursinum

- Allium ubipetrense R.M.Fritsch
- Allium ubsicola Regel
- Allium umbilicatum Boiss.
- Allium unifolium Kellogg
- Allium urmiense Kamelin & Seisums
- Allium ursinum L. - aglio orsino

## V

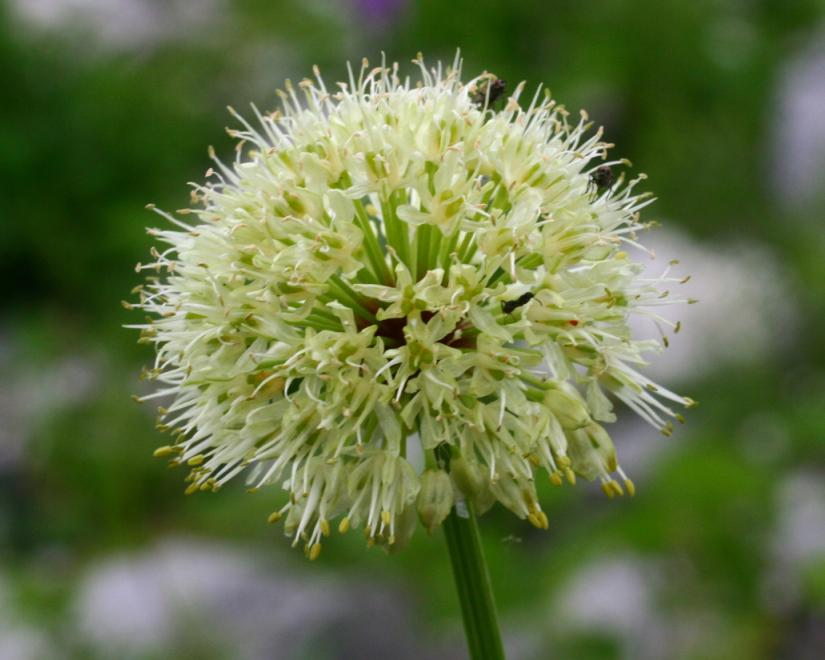
Allium victorialis

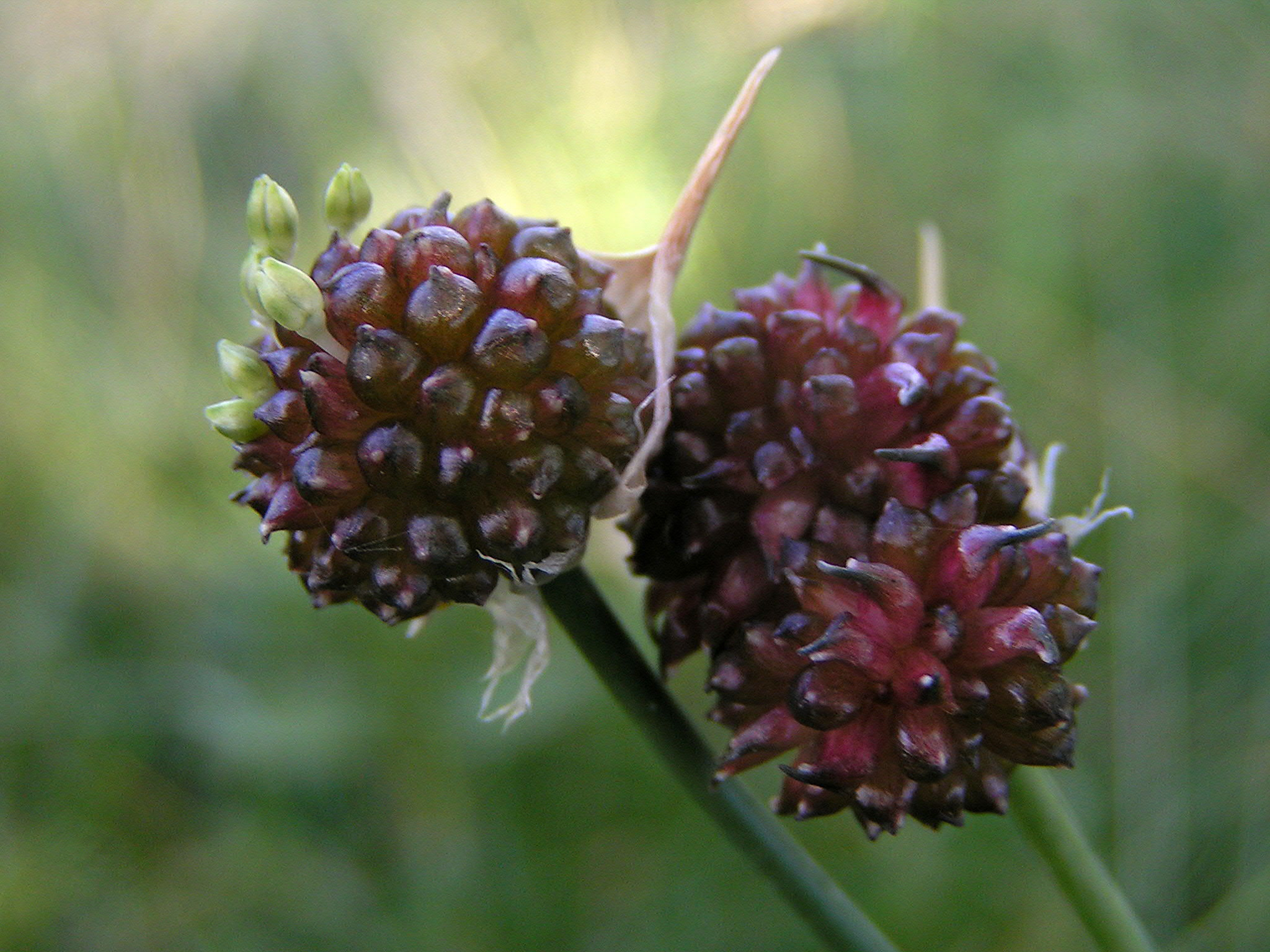
Allium vineale

- Allium valdesianum Brullo, Pavone & Salmeri
- Allium valentinae Pavlov
- Allium validum S.Watson
- Allium vallivanchense R.M.Fritsch & N.Friesen
- Allium variegatum Boiss.
- Allium vasilevskajae Ogan.
- Allium vavilovii Popov & Vved.
- Allium vernale Tineo - aglio subvilloso
- Allium verticillatum Regel
- Allium vescum Wendelbo
- Allium victorialis L. - aglio serpentino
- Allium victoris Vved.
- Allium vineale L. - aglio delle vigne
- Allium vinicolor Wendelbo
- Allium virgunculae Maek. & Kitam.
- Allium viridiflorum Pobed.
- Allium viridulum Ledeb.
- Allium vodopjanovae N.Friesen
- Allium vvedenskyanum Pavlov

## W
- Allium waldsteinii G. Don fil.
- Allium wallichii Kunth
- Allium warzobicum Kamelin
- Allium weissii Boiss.
- Allium wendelboanum Kollmann
- Allium wendelboi Matin
- Allium weschniakowii Regel
- Allium wiedemannianum Regel
- Allium willeanum Holmboe
- Allium winklerianum Regel
- Allium woronowii Miscz. ex Grossh.

## X
- Allium xiangchengense J.M.Xu
- Allium xichuanense J.M.Xu
- Allium xiphopetalum Aitch. & Baker

## Y
- Allium yanchiense J.M.Xu
- Allium yongdengense J.M.Xu
- Allium yosemitense Eastw.
- Allium yuanum F.T.Wang & Tang

## Z
- Allium zagricum R.M.Fritsch
- Allium zaissanicum Kotukhov
- Allium zaprjagajevii Kasach
- Allium zebdanense Boiss. & Noë

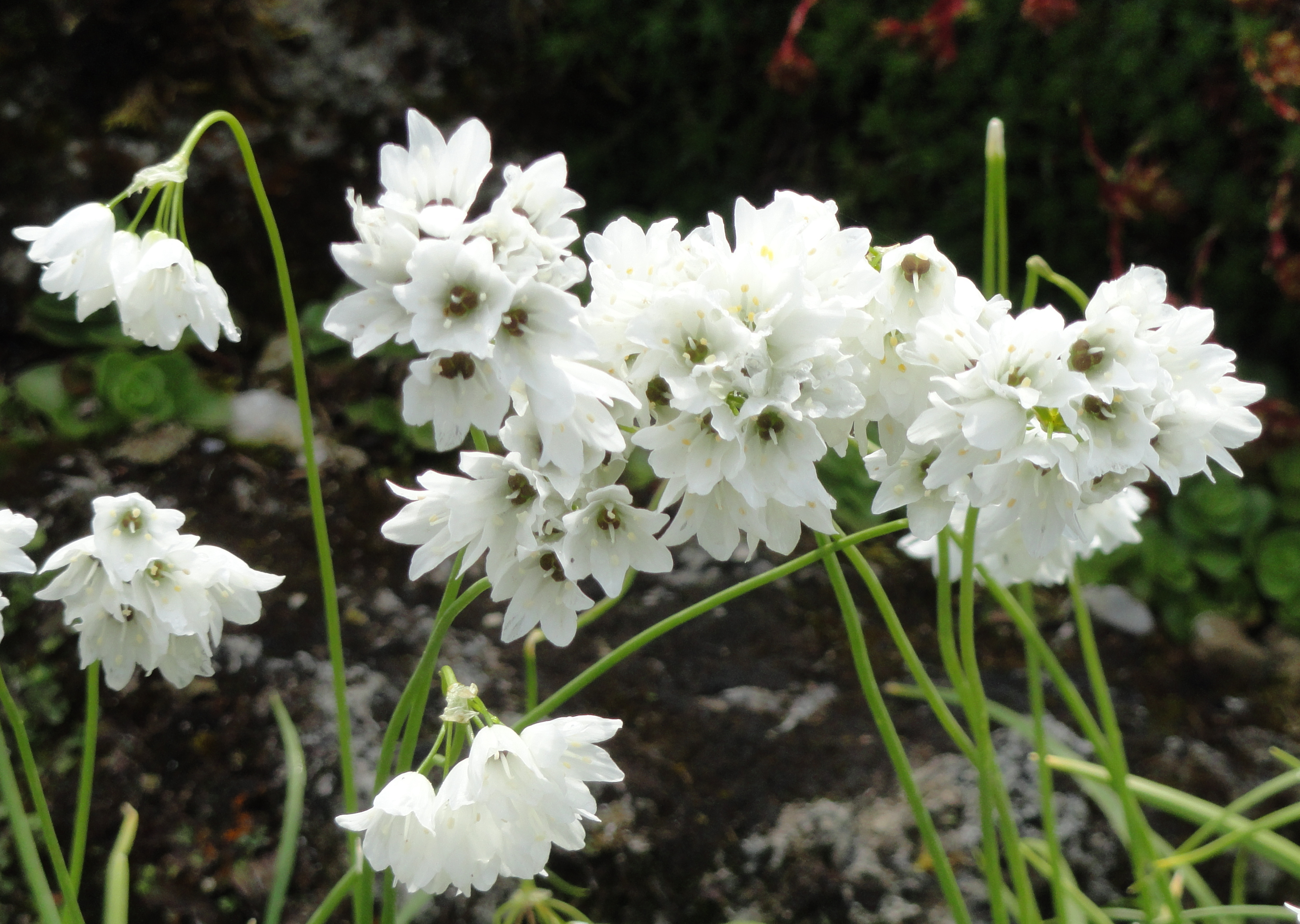
Allium zebdanense

- Allium zergericum F.O.Khass. & R.M.Fritsch